# فيكتوريا ملكة المملكة المتحدة
الملكة فيكتوريا (بالإنجليزية: Queen Victoria) (24 مايو 1819 – 22 يناير 1901) كانت ملكة المملكة المتحدة لبريطانيا العظمى وأيرلندا من 20 يونيو 1837 حتى وفاتها في عام 1901. استمر حكمها لمدة 63 عامًا و216 يومًا، وهي أطول من أي حاكم آخر من أسلافها. شكلت فترة حكمها ما يسمى بالعصر الفيكتوري، والتي كانت فترة من التغيير الصناعي والسياسي والعلمي والعسكري داخل المملكة المتحدة، وتميزت بتوسع كبير في الإمبراطورية البريطانية. وفي عام 1876، صوّت البرلمان البريطاني على منحها لقبًا إضافيًا وهو إمبراطورة الهند.
وتنتمي فيكتوريا إلى الأسرة الهانوفرية ذات الأصول الجرمانية، وكانت فيكتوريا آخر حاكم بريطاني يترك بصماته على الحياة السياسية في البلاد، وقد توجت «ملكة» بعد وفاة عمها وليام الرابع. وتزوجت سنة 1840 من الأمير ألبرت. كان للملكة فيكتوريا دور فعال في الحياة السياسية، رؤساء الوزارة في اتخاذ القرارات، أما إزاء الأحزاب والقوى السياسية في البلاد، فكانت تحاول دائمًا الظهور في صورة طرف محايد. بعد وفاة ابن عمتها وزوجها الأمير ألبرت أمير ساكس - كوبرغ - غوتا عام 1861 فضّلت الانسحاب من الحياة العامة، إلا أن ذلك لم يمنعها من الاستمرار في منصبها، حتى أصبحت في ذاك الوقت فترتها الأطول في تاريخ الحكم في بريطانيا (وتجاوزتها الملكة إليزابيث الثانية فيما بعد)، إلى أن توفيت عام 1901. تزوج أبناء الزوجين التسعة من عائلات ملكية وذوات أصل نبيل من جميع أنحاء أوروبا فلُقّبت بجدة القارة الأوروبية، وبعد رحيل زوجها ألبرت عام 1861 عزلت نفسها عن العالم وآثَرَت الوحدة وبقيت على هذا الحال لفترة ليست بقصيرة فاِسْتَغَلّ الحزب الجمهوري فرصة عدم وجودها على الساحة السياسية وعمل على زيادة شعبيته، لكن سرعان ما استعادت الملكة مكانتها وشعبيتها بين جموع الشعب وذلك في النصف الأخِير من فترة حكمها. فقد كانت الاحتفالات الشعبية بيوبيلها الذهبي والماسي خير دليل على تعافي شعبيتها. والجدير بالذكر أن فيكتوريا حكمت ستة وستين عامًا وسبعة أشهر حتى أصبحت فترتها الأطول في تاريخ الحكم في بريطانيا. وقد سُميت الفترة التاريخية التي بلغت فيها بريطانيا أوجها على اسمها: العصر الفكتوري. شهدت بريطانيا، فبلغت مملكتها أوج عظمتها، بحيث سميت تلك الحقبة باسمها: العصر الفكتوري. فشهد عهدها ثورة صناعية وثقافية وسياسية وعلمية وعسكرية داخل المملكة المتحدة، وأهم مميزات تلك الحقبة هي اتساع رقعة الإمبراطورية البريطانية.
أنجبت من الأمير ألبيرت تسعة أطفال أربعة أبناء وخمس بنات هم بالترتيب: الأميرة فيكتوريا (إمبراطورة ألمانيا 1840م-1901)، والأمير ألبرت إدوارد أمير ويلز (إدوارد السابع: 1841-1910)، والأميرة أليس الدوقة العظمى لهيس وراين (1843-1878)، والأمير ألفريد دوق ساكس كوبورغ وغوتا (1844-1900)، والأميرة هيلينا (الأميرة كريستيان من شليسفيغ هولشتاين: 1846-1923)، والأميرة لويز دوقة أرغيل (1848-1939)، والأمير آرثر دوق كونوت وستراذرن -كان أيضاً مشير في الجيش وحاكم كندا (1850-1942)-، والأمير ليوبولد دوق ألباني (1853-1884) والأميرة بياتريس (الأميرة هنري من باتنبرغ (1857-1944)، والأميرة بياتريس كانت الأقرب لوالدتها ومرافقتها الدائمة. سُمّيت الملكة فيكتوريا بأم أوروبا لأن ذريتها تنتسب إلى معظم الأسر الملكية والأميرية في أوروبا اليوم، ويشترك معها في ذلك كريستيان التاسع ملك الدنمارك الذي نال لقب صهر أوروبا، حيث أن الإبنة الكبرى لكريستيان ألكسندرا ملك الدانمارك تزوجت إدوارد ابن الملكة فيكتوريا وأصبحت ملكة لبريطانيا عندما توج زوجها.
تُوفيت في 22 يناير عام 1901 وخلفت العرش لابنها الوحيد إدوارد السابع. خلال فترة حكمها قامت بتغيير مجموعة من القوانين التي أدت إلى إصدار دستور الشعب الذي طالب بست بنود من أبرزها حق الاقتراع العام والانتخابات النيابية السنوية. وعلى الرغم من رفض مجلس النواب المستمر للدستور، إلا أن خمسة من الطلبات الست هي الآن جزء لا يتجزأ من التشريعات البريطانية.

## الولادة

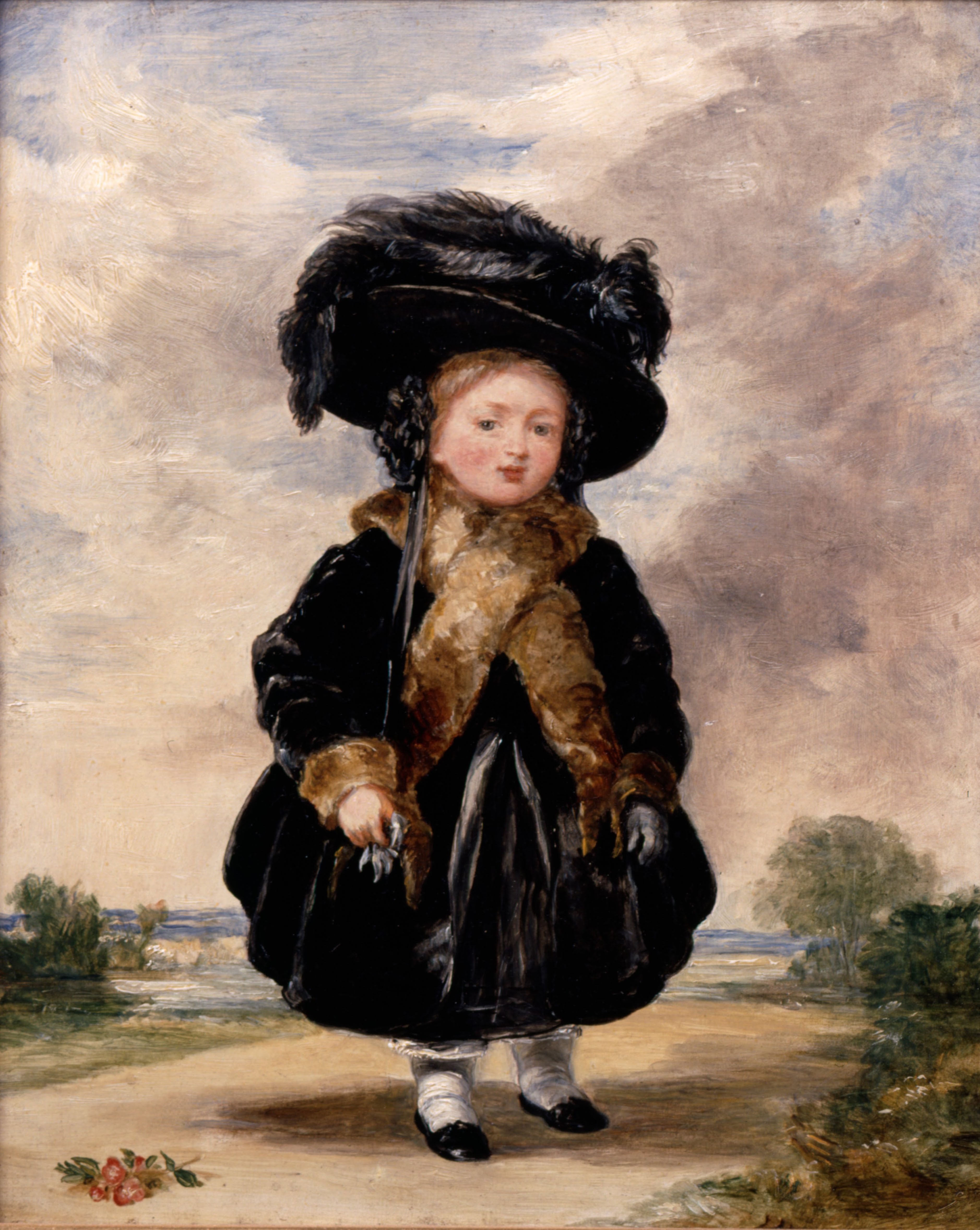
فيكتوريا في الرابعة من عمرها، رُسمت بواسطة ستيفن دينينغ عام 1823

وُلدت الملكة فيكتوريا في قصر كنسينغتون في لندن بتاريخ 24 مايو 1819، والدها هو الأمير إدوارد دوق كينت وستراثرن وهو الابن الرابع لملك المملكة المتحدة جورج الثالث، أما والدتها فهي دوقة كنت، الأميرة فكتوريا من ساكس كوبرغ-زالفلد (الواقعة اليوم في ألمانيا) شقيقة ليوبولد أرمل الأميرة شارلوت من ويلز، الأميرة شارلوت كانت الحفيدة الشرعية الوحيدة لجورج الثالث في ذاك الوقت، وعندما توفيت في عام 1817 حدثت خلافات كثيرة وضغوطات على الدوق إدوارد ليتزوج وينجب أطفال، في عام 1818 تزوج من الدوقة وولدت فكتوريا في الساعة 4.15 دقيقة من صباح يوم الإثنين في عام 1819 في قصر كنسينغتون في لندن.
اقترح والداها تسميتها بـ فكتوريا جورجينا ألكسندرينا شارلوت أوغستا ولكن على حسب تعليمات الأخ الأكبر للدوق الأمير الوصي على العرش والذي أطلق عليه لاحقاً الأمير جورج الرابع تم حذف ثلاثة من أسمائها. تم اعتماد اسم ألكسندرينا فكتوريا لها، ألكسندرينا تيمناً بألكسندر الأول إمبراطور روسيا، وفكتوريا بعد والدتها.
فكتوريا عند ولادتها كانت الخامسة في خط الخلافة بعد والدها وأخوانه الثلاث: الأمير الوصي على العرش ودوق يورك ودوق كلارنس. الأمير الوصي على العرش كان ينفر من زوجته، ودوقة يورك كانت تبلغ ال 52 عاماً ولهذا لم يوفق الأخوان الكبار في الحصول على أطفال، في حين دوق كلارنس تزوج قبل ولادة فكتوريا ب 12 شهر في نفس اليوم الذي ولدت فيه. ولكن طفلتاهما التي ولدتا في عام 1819م و 1820م توفيتا وهن رضع. جد فكتوريا ووالدها توفيا في عام 1820م بفارق أسبوع، ودوق يورك توفي في عام 1827م. وعند وفاة عمها جورج الرابع في 1830م عينت وريثة لعمها الذي ما زال على قيد الحياة ويليام الرابع.

## الوريثة الشرعية

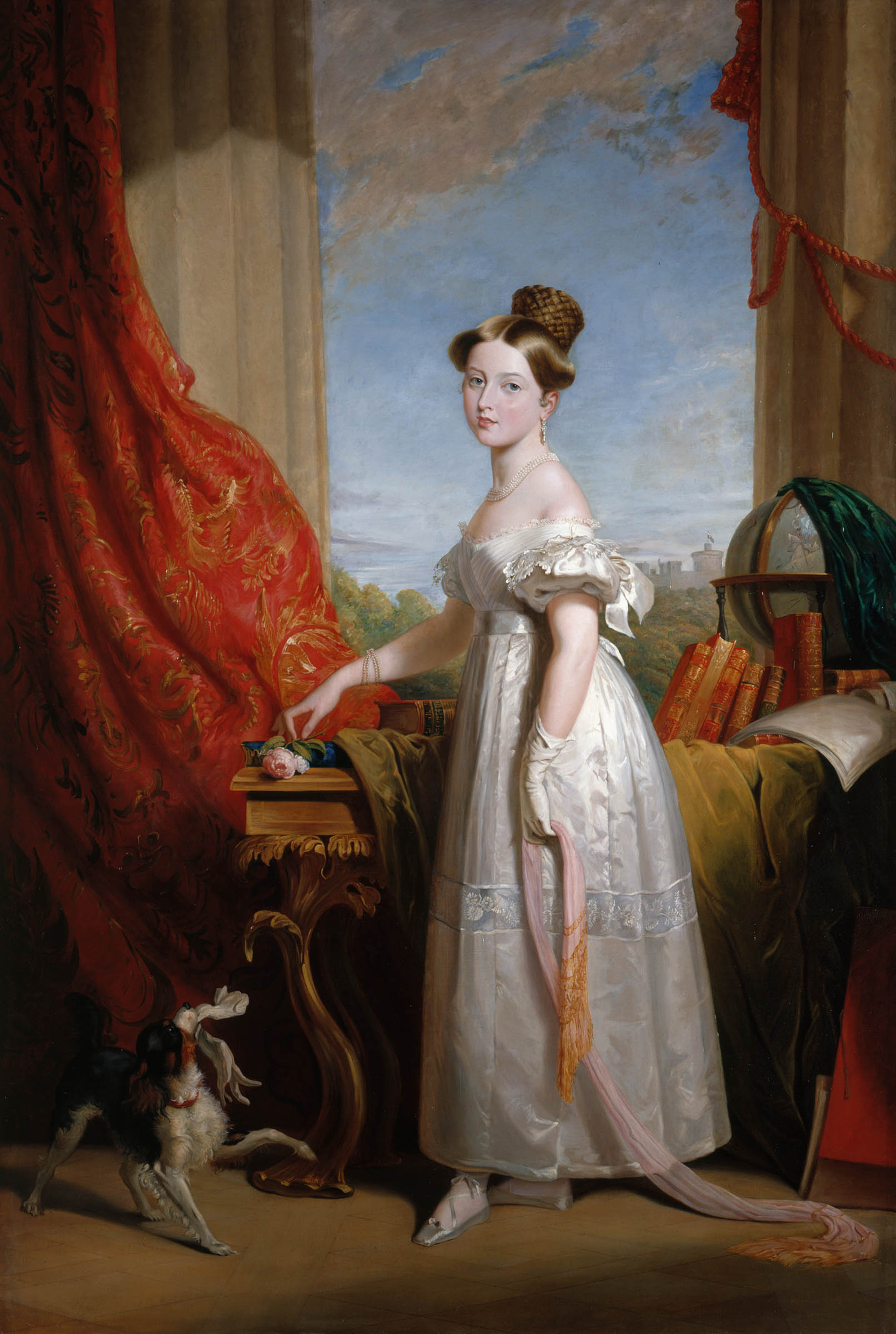
فيكتوريا بصحبة الكلب السبليني الصغير داش، 1833، رسمت بواسطة جورج هايتر

وصفت فيكتوريا طفولتها فيما بعد بالكئيبة، فوالدتها كانت مفرطة في حمايتها وربتها بمعزل عن الأطفال الآخرين تحت ما يعرف بنظام كينسنجتون وهو مجموعة دقيقة من الإجراءات وضعتها الدوقة ومرافقها الطموح والمسيطر سير جون كونروي الذي أثيرت حوله الشائعات أنه عشيق الدوقة. منع هذا النظام الأميرة من مقابلة الأشخاص الذين لم ترغب فيهم الدوقة والسيد كونروي وكان معظمهم من أسرة والد الأميرة، وغرضها من ذلك هو أن تكون الأميرة ضعيفة ومعتمدة عليهما تمامًا. تحاشت الدوقة البلاط الملكي نظرًا لما لحقها من عار وإهانة جراء أطفال الملك غير الشرعيين  وربما هي من أطلقت النزعة الأخلاقية في العصر الفيكتوري بسبب إصرارها على إبعاد ابنتها عن أي سلوك مشين. نامت فيكتوريا كل ليلة مع والدتها في الغرفة نفسها. ودرست مع معلمين خاصين بها وفقاً لمواعيد محددة ومنتظمة. كما قضت فراغها تلعب بالدمى ومع الكلب السبنيلي الصغير داش الذي كان للملك تشارلز  شملت دروسها الفرنسية والألمانية والإيطالية واللاتينية  ولكنها التزمت بتحدث الإنجليزية فقط في المنزل.

في عام 1830 اصطحبت دوقة كنت وكونروي الأميرة فيكتوريا عبر إنجلترا لزيارة مالفيرن هيلز. وقد توقفوا في المدن المختلفة والبيوت الريفة الضخمة طول الطريق. قامت فيكتوريا برحلات مماثلة لمناطق أخرى من إنجلترا وويلز عام 1832 و 1833 و 1835. ومما أزعج الملك ويليام هو الترحيب الحار الذي تلقته فيكتوريا في كل مكان تزوره. لقد ربط بين تلك الرحلات وبين نجاحها وإنجازاتها الملكية. لقد خشي أن يعتبرها الناس منافسته بدلاً من خليفته. كرهت فيكتوريا تلك الرحلات فالظهور العام المستمر أصابها بالتعب والمرض ولم يمنحها الوقت الكافي للراحة، وقد اعترضت متعللة برفض الملك، ولكن والدتها تجاهلت استياء الملك واصفةً إياه بالغيرة وأجبرت فيكتوريا على الاستمرار في الجولات. في رامز جيت Ramsgate أكتوبر 1835 أصيبت فيكتوريا بحمى شديدة لكن كونروي اتهمها بالتظاهر كالأطفال. أثناء مرض فيكتوريا ألحّ كونروي والدوقة عليها أن تجعل كونروي مستشارها الخاص لكن باءت محاولاتهما بالفشل. عندما كانت مراهقة قاومت فيكتوريا باستماتة محاولات أمها وكونروي لتعيينه في حاشيتها. وبمجرد أن أصبحت ملكة منعته من التواجد في حضرتها لكنه ظل مصاحباً لأمها.

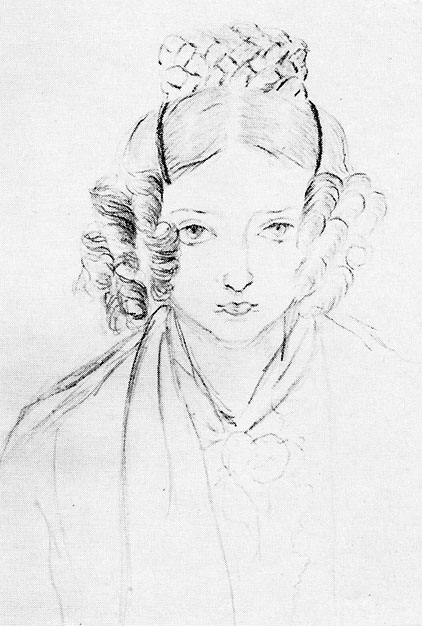
صورة ذاتية 1835

بحلول عام 1836 أراد ليوبولد شقيق الدوقة -الذي أصبح الآن ملك بلجيكا منذ عام 1837- تزويج فيكتوريا من ابن شقيقه الأمير ألبرت من ساكس-كوبرج وغوتا. كان ليوبولد ووالدة فيكتوريا ووالد ألبرت (ايرنست الأول دوق ساكس كوبرج وجوثا) جميعهم أشقاء. رتب ليوبولد أن تقوم والدة فيكتوريا أقربائها من كوبرج لزيارتها في مايو 1836 بغرض تقديم فيكتوريا لألبرت. مع ذلك رفض الملك ويليام الرابع عقد أية صلات مع آل كوبرج، وعوضاً عن ذلك فضل الأمير اليكساندر أمير هولندا وهو الابن الثاني لأمير أورانج. كانت فيكتوريا على علم بالمخططات العديدة الهادفة لتزويجها وقد انتقدت موكباً من الأمراء المرشحين لخطبتها. وفقاً لمذكراتها استمتعت فيكتوريا بصحبة ألبرت منذ البداية. وقد كتبت بعد الزيارة «إن ألبرت وسيم للغاية، ولون شعره يماثل لون شعري تقريبًا، أما عيناه فكبيرتان وزرقاوان. لديه أنفًا جميلًا وفماً حلواً يحوي أسناناً مصفوفة. لكن أكثر ما يجذب إليه تعبيراته التي تجلب السرور»  بعكس اليكساندر الذي يبدو «عادياً وجامداً».

اعتبرت فيكتوريا خالها ليوبولد «أفضل ناصح لها وأكثرهم عطفاً». وقد كتبت إليه تشكره على السعادة الغامرة التي أرسلها إليها في صورة ألبرت العزيز. فهو يمتلك كل الصفات التي تسعدها كلياً. إنه حساس وعطوف وصالح ولطيف أيضاً إلى جانب ذلك يملك أبهى مظهر قد تراه. رغم بلوغها سن السابعة عشرة بالفعل وانجذابها لألبرت لم تكن فيكتوريا مستعدة للزواج بعد. لم يعقد الطرفان خطبة رسمية ولكنهما افترضا أن ذلك سيحدث في الوقت المناسب.

## بداية حكمها

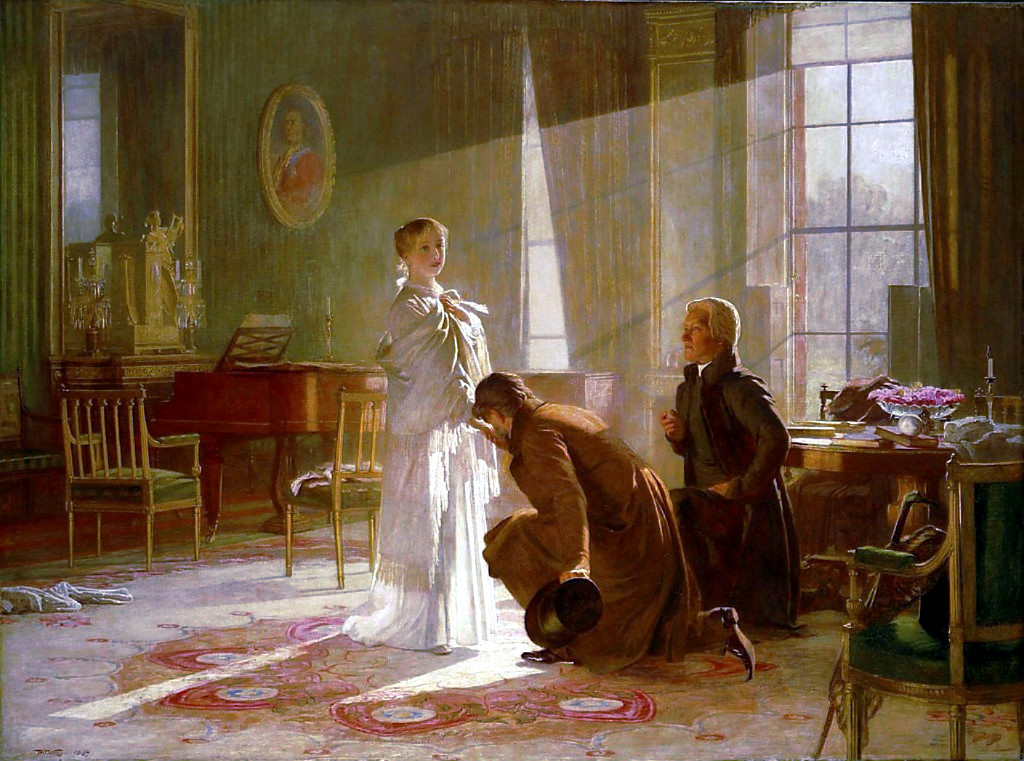
فيكتوريا تتلقى خبر توليها مقاليد الحكم من اللورد كونينغهام ورئيس أساقفة كانتربري

أتمت فيكتوريا عامها الثامن عشر في الرابع عشر من مايو 1837 وتم تفادي مشكلة الوصاية على العرش. في العشرين من يونيو 1837 توفي الملك ويليام الرابع عن عمر يناهز الواحد والسبعين عاماً وبذلك أصبحت فيكتوريا ملكة المملكة المتحدة. كتبت في يومياتها «أيقظتني أمي في السادسة صباحاً لتخبرني أن رئيس الأساقفة لكانتربيري ولورد كونينجهام هنا ويرغبان في رؤيتي. فنهضت من سريري وذهبت لغرفة الجلوس وقابلتهما وحدي (مرتدية رداء النوم فقط) . عندها أخبرني لورد كونينجهام أن عمي المسكين أي الملك قد توفي في الثانية واثني عشرة دقيقة صباحاً وتبعاً لذلك اصبحت أنا الملكة.»  تم تحضير الأوراق الرسمية في اليوم الأول من حكمها تحت اسم اليكساندرينا فيكتوريا ولكن تم إسقاط الاسم الأول حسب رغبتها ولم يستخدم ثانية.

منذ عام 1714 تشاركت بريطانيا وهانوفر في ألمانيا ملكاً واحداً لكن تبعاً للقانون السائد تم منع النساء من خلافة هانوفر. لذلك ورثت فيكتوريا الأملاك البريطانية بينما آل حكم هانوفر لشقيق أبيها الأصغر وهو عمها الذي لم يحظ بشعبية وكان دوقاً لكامبرلاند وتيفيوتدال ثم أصبح الملك إرنست أوجستس الأول ملك هانوفر وظل وريثها الشرعي إلى أن تزوجت وأنجبت ابنا.

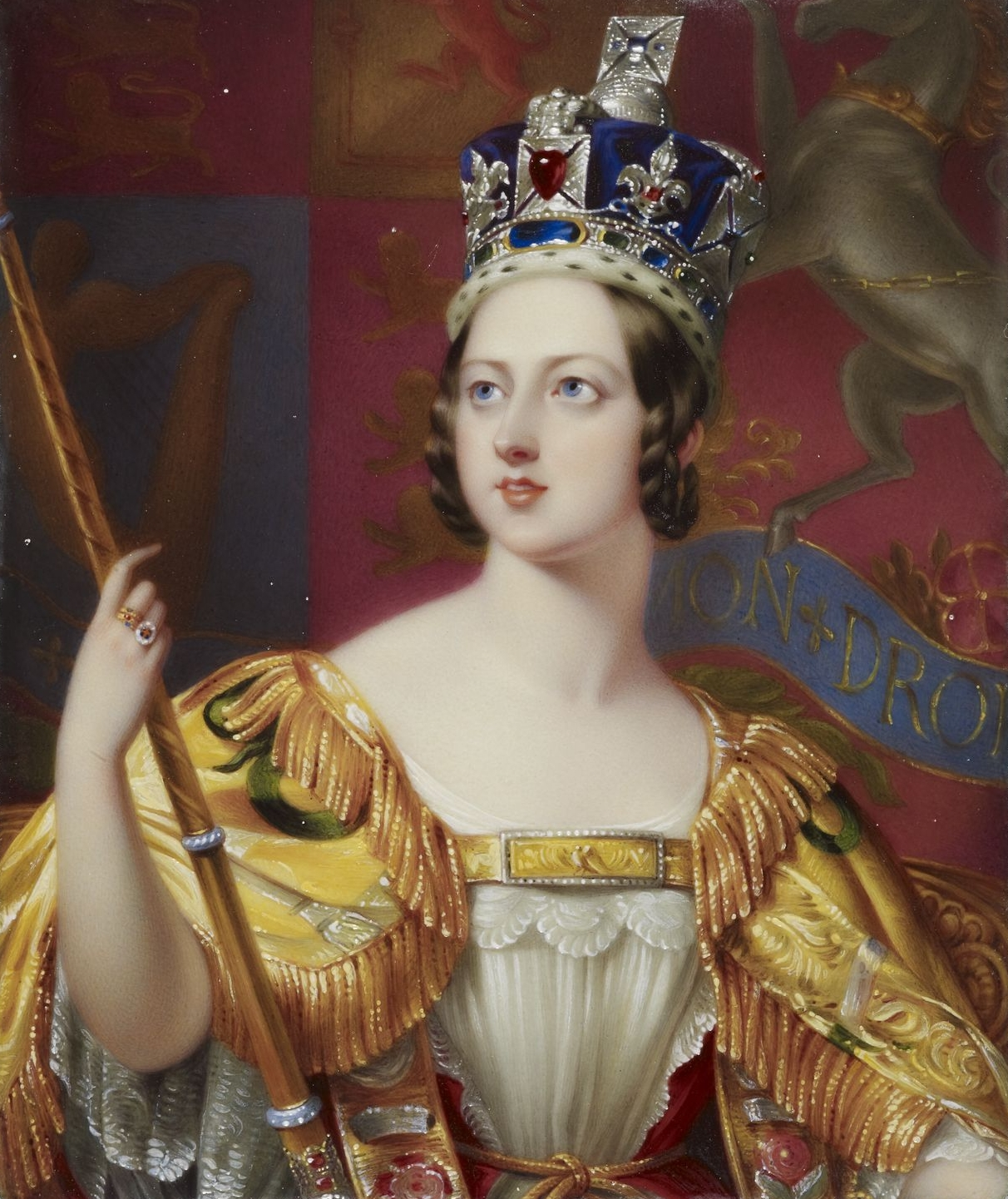
صورة التتويج رسمت بواسطة جورج هايتر

وقت توليها الحكم كانت الحكومة تحت رئاسة رئيس الوزراء اليميني لورد ميلبورن الذي أصبح في الحال قوي التأثير على الملكة غير الخبيرة سياسياً وقد اعتمدت عليه كثيرا طلباً في المشورة. افترض تشارلز جريفيل أن ميلبورن الأرمل الذي لا ابن له قد يكون متعاطفاً محباً للملكة كابنة له وعلى الأرجح أن فيكتوريا اعتبرته بمثابة والدها. تم تتويجها في الثامن والعشرين من يونيو 1838 وأصبحت أول حاكمة تقيم في قصر باكينجهام. كما ورثت إيرادات دوقيات لانكاستر وكرونويل، وتم منحها قائمة مدنية (وهي قائمة تحوي أسماء من دفعت لهم الحكومة أموالاً) بقيمة 385,000 جنيه استرليني سنوياً، بذلك سددت ديون والدها لكونها متعقلة مادياً.

حظيت فيكتوريا بشعبية كبيرة في بداية حكمها  لكنها سرعان ما عانت سنة 1839 من مكيدة بالبلاط الملكي حين أصيبت إحدى وصيفات والدتها والسيدة فلورا هاستينجز من انتفاخ بالبطن وانتشرت الشائعات أنه حمل غير شرعي من السيد جون كونروي. صدقت فيكتوريا الشائعات  وكرهت سير كونروي واحتقرت السيدة فلورا «البغيضة»  لأنها تآمرت مع كونروي ودوقة كنت على نظام كينسينجتون الأخلاقي. في البداية رفضت السيد وفلورا الخضوع لفحص طبي ثم وافقت في منتصف فبراير. ثم ظهر أنها عذراء. قام كونروي وعائلة هاستينجز والمعارضة اليسارية بتنظيم حملة إعلامية ورطت الملكة في قضية الترويج لإشاعات كاذبة عن السيدة فلورا. عندما توفيت السيدة فلورا في يوليو أثبت التشريح وجود ورماً ضخماً في كبدها  مما أدى لكبر بطنها. تم السخرية من فيكتوريا على الملأ بأنها «السيدة ميلبورن».

في عام 1839 استقال ميلبورن بعد أن قام الراديكاليون واليساريون (كلاهما كرهتهما الملكة) بالتصويت ضد مشروع قانون لتعطيل دستور جامايكا. أزال مشروع القانون سلطة سياسية من أصحاب المزارع الذين قاوموا الإجراءات المرتبطة بإلغاء العبودية. فوضت الملكة يسارياً يدعى سير روبرت بيل لتشكيل وزارة جديدة. في ذلك الوقت كان اعتيادياً أن يعين رئيس الوزراء أعضاء من البلاط الملكي الذين يكونون في العادة حلفاؤه السياسيين وزوجاتهم. العديد من وصيفات الملكة كن زوجات لليمينيين وأراد بيل أن يستبدلهن بزوجات اليساريين وذلك عرف فيما بعد بأزمة الوصيفات، ولكن بنصيحة من ميلبورن اعترضت على إزالتهم. رفض بيل أن يتولى الحكومة تحت القيود التي وضعتها الملكة وتبعاً لذلك استقال ومنح الفرصة لميلبرون كي يعود إلى عمله.

## زواجها

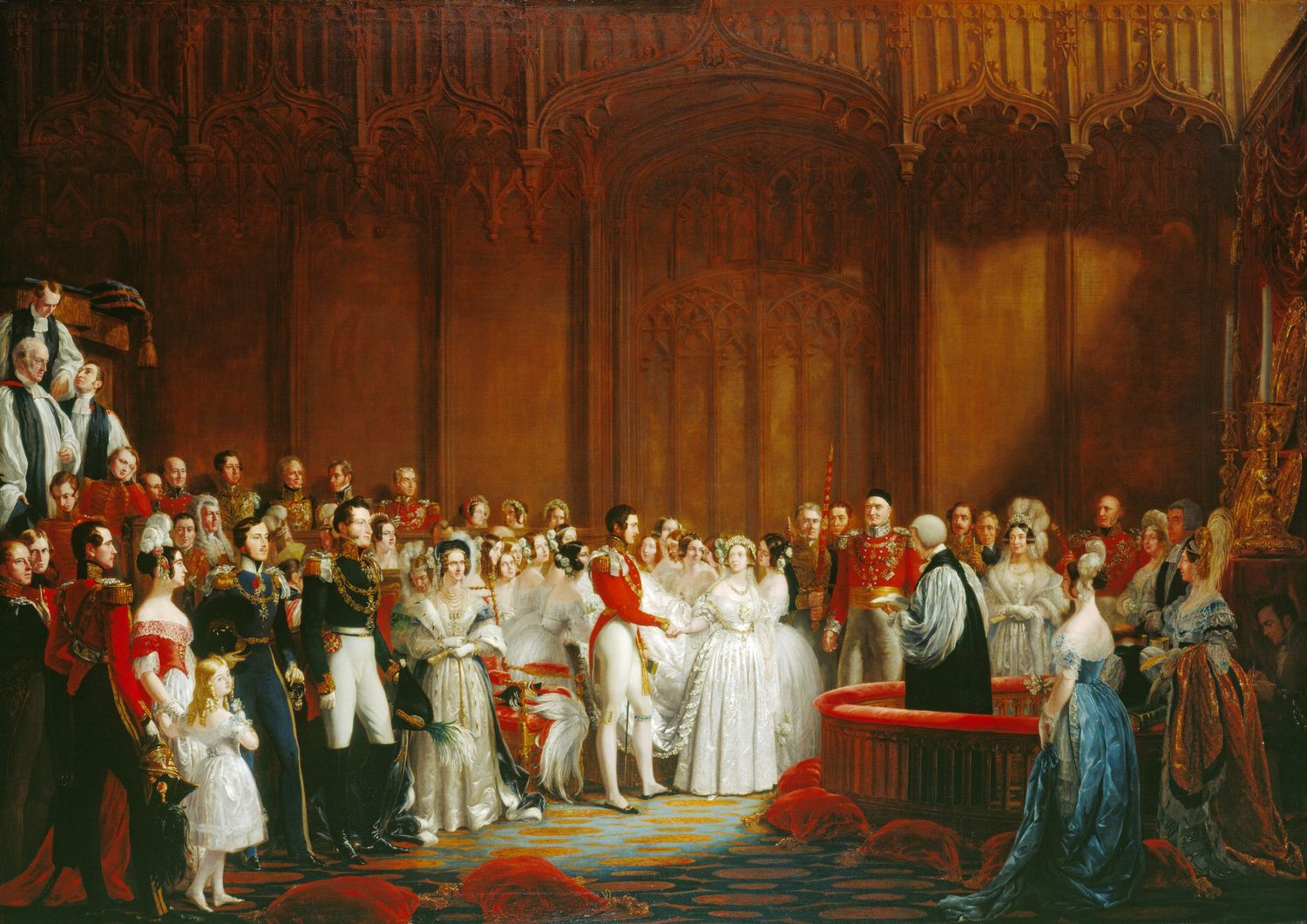
زفاف فيكتوريا وألبرت رسمت بواسطة جورج هايتر

بغض النظر عن كونها ملكة لم تكن فيكتوريا متزوجة لذلك اضطرت للعيش مع والدتها رغم خلافهما حول نظام كينسينجتون وحول اعتماد والدتها الدائم على كونروي. تم إرسال والدتها إلى جناح منفصل في قصر باكينجهام وعادة ما رفضت فيكتوريا مقابلتها. عندما شكت فيكتوريا لميلبورن أن قرب والدتها منها عذبها لسنوات تعاطف معها وأخبرها أنه يمكن تفادى هذا الأمر بالزواج الذي وصفته فيكتوريا بالخيار الصادم. لقد أظهرت اهتماماً بتعليم ألبرت من أجل دوره المستقبلي بصفته زوجها لكنها قاومت محاولات استعجال زواجها.

استمرت فيكتوريا بمدح ألبرت عقب زيارته الثانية في أكتوبر 1839. شعر ألبرت وفيكتوريا بعاطفة متبادلة وتقدمت إليه الملكة في الخامس عشر من أكتوبر عام 1839 أي بعد خمسة أيام من وصوله ويندسور. تزوجا في فبراير 1840 في شابل رويال بقصر سانت جيمس في لندن. كانت فيكتوريا غارقة تماماً في الحب وقضت ليلتها بعد الزفاف تعانى صداعاً شديداً ومع ذلك كتبت في يومياتها ببهجة عارمة:
«لم أقض أبداً في حياتي أمسية أفضل من هذه. أغلى وأعز أحبائي ألبرت. حبه الشديد وعاطفته أعطياني إحساساً صافياً بالحب والسعادة... لم أتخيل أني سأشعر بذلك من قبل. لقد احتواني بين ذراعيه وتبادلنا القبلات مراراً وتكراراً. وسامته وعذوبته ونبله كلها نعم تفوق الخيال. حقاً كيف أكون شاكرة بحق لحصولي على زوج كهذا!... إنه يناديني بكلمات تقطر محبة، لم ينادني أحد هكذا من قبل. إنه حقاً أفضل يوم في حياتي.» 

صار ألبرت مستشاراً سياسياً مهماً ورمزأ مؤثراً في النصف الأول من حياته ومرافقاً للملكة بديلاً عن لورد ميلبورن الذي كان مسيطراً تماماً. تم طرد والدة فكتوريا من القصر وإرسالها إلى بيت إنجستر في ميدان بيلجراف. بعد وفاة الأميرة أوجوستا عام 1840 تم منح والدة فيكتوريا بيتي كلارينس وفروجمور. من خلال وساطة ألبرت تحسنت العلاقة بين الأم والابنة تدريجياً.

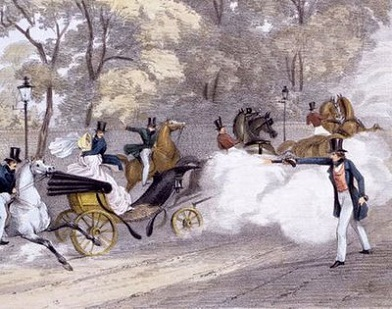
محاولة إدوارد أكسفورد لاغتيال فيكتوريا عام 1840

خلال الحمل الأول لفيكتوريا عام 1840 وأثناء الشهور الأولى لزواجها حاول إدوارد أوكسفورد ذو الثمانية عشرة عاماً اغتيالها بينما كانت تستقل عربتها مع الأمير ألبرت لزيارة والدتها. أطلق أوكسفورد النار مرتين لكن الرصاصتين أخطأتا الهدف أو على حد قوله فيما بعد لم تكن الأسلحة ملقمة. تمت محاكمته وصدر الحكم أنه مذنب ثم تم تبرئته على أساس إصابته بالجنون العقلي. عقب الهجوم مباشرة ارتفعت شعبية فيكتوريا لتخفف السخط المتبقى نتيجة حادثة السيدة هاستينجز وأزمة الوصيفات. ولدت ابنتها في الواحد والعشرين من نوفمبر عام 1840 وسميت فيكتوريا أيضاً. كرهت الملكة الحمل  واعتبرت الرضاعة أمراً مقززا  واعتقدت أن الأطفال حديثي الولادة قبيحون. مع ذلك على مدار السبعة عشر عاماً التالية أنجبت فيكتوريا ثمانية أطفال آخرين وهم: ألبرت إدوارد أمير ويلز 1841، وأليس 1843، وهيلينا 1846، ولويز 1848، وأرثر 1850، وليوبولد 1853، وبياتريس 1857.
تولت البارونة لويز ليزين من هانوفر إدارة المنزل وهي مربية فيكتوريا منذ الطفولة. كان لها أثراً عظيماً على فيكتوريا  كما ساندتها ضد نظام كينسينجتون. على الصعيد الآخر اعتقد ألبرت أن ليزين لم تكن ذات كفاءة وأن سوء إدارتها تهدد صحة ابنته. بعد صراع غاضب بينه وبين فيكتوريا حول هذا الموضوع تقاعدت ليزين وانتهت علاقتها الوثيقة بها.

## 1842 - 1860

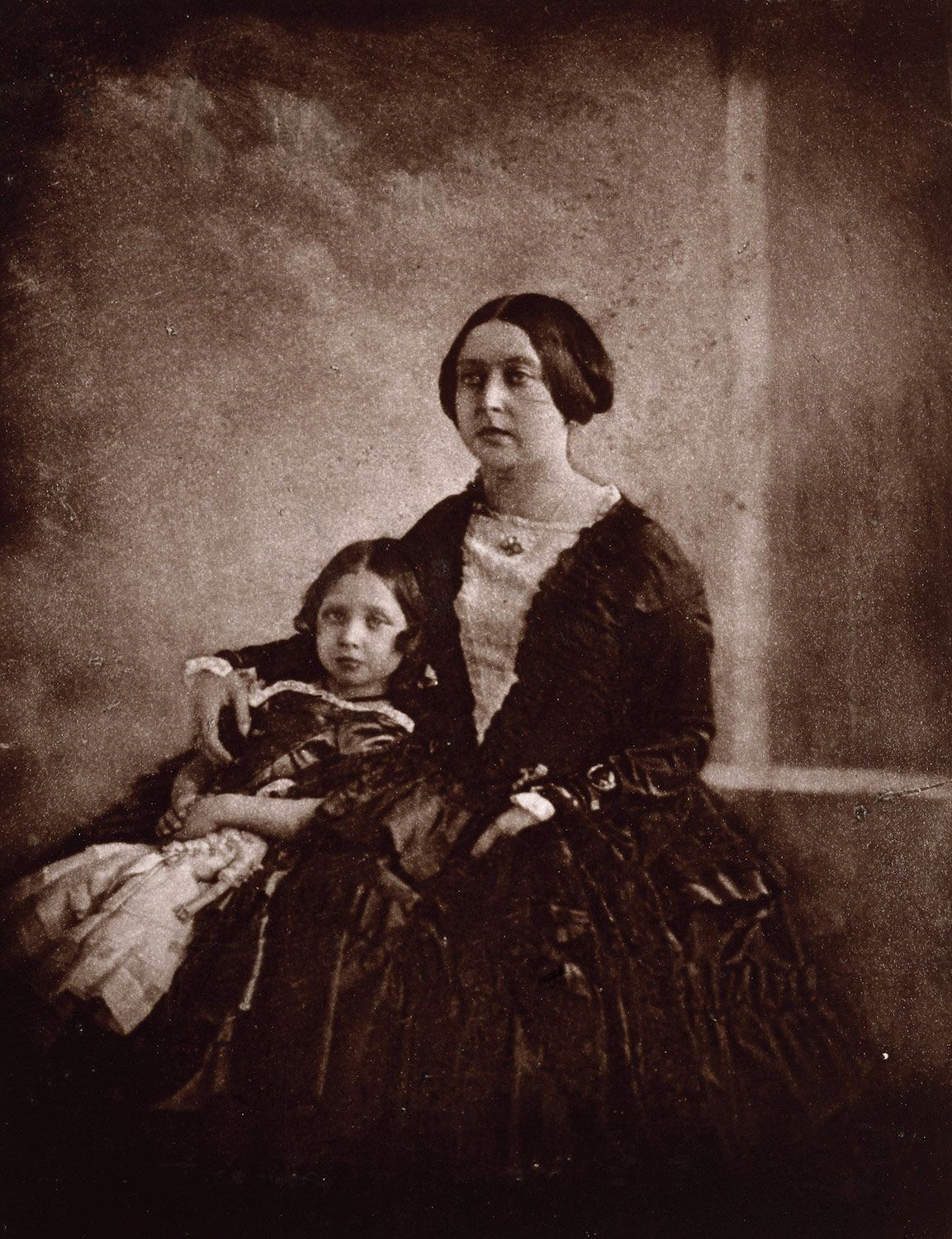
فيكتوريا بصحبة ابنتها الكبرى عام 1845

في التاسع والعشرين من مايو 1842 كانت فيكتوريا تستقل عربتها على طريق مول بلندن عندما صوب جون فرانسيس مسدساً عليها لكن المسدس لم يطلق النار وهرب فرانسيس. في اليوم التالي اتخذت فيكتوريا المسار نفسه لكن بسرعة أكبر وحراسة أشد في محاولة متعمدة لاستفزاز فرانسيس كي يعيد المحاولة فيعتقلوه متلبساً بالجرم المشهود. وكما المتوقع صوب فرانسيس مرة ثانية لكن أحد الضباط متنكراً بملابس مدنية ألقى القبض عليه، وتمت محاكمته بتهمة الخيانة العظمى في الثالث من يوليو. بعد يومين من تخفيف العقوبة إلى النفي مدى الحياة بدلاً من الإعدام حاول جون ويليام بين إطلاق النار على الملكة، لكن لحسن الحظ كان المسدس محشواً بالورق والتبغ مع شحنة صغيرة للغاية. شعر إدوارد أكسفورد أن العفو عنه عام 1849 أدى لتلك المحاولات. تم الحكم عليه بقضاء ثمانية عشر شهراً في السجن. في هجوم مماثل عام 1849 حاول عاطل أيرلندي يدعى ويليام هاميلتون إطلاق مسدساً مليئاً بالبارود على عربة فيكتوريا وهي تمر بقاعة الدستور في لندن. في عام 1850 أصيبت الملكة حين اعتدى عليها ضابط سابق مختل يدعى روبرت بات. بينما كانت فيكتوريا تستقل عربتها ضربها بعكازه محطماً قبعتها وأصاب جبتها بكدمات. كلاً من هاميلتون وبات تم الحكم عليهما بالنفي سبع سنوات.
ضعف دعم ميلبورن في مجلس العموم في السنوات الأولى لحكم فيكتوريا وفي الانتخابات العامة عام 1841 تلقى الحزب اليميني هزيمته. أصبح بيل رئيس الوزراء وتم استبدال الوصيفات التابعين للحزب اليميني. عام 1845 اجتاح مرض آفة البطاطس أيرلندا. في السنوات الأربعة التالية توفى ما يربو على المليون من الشعب الأيرلندي. وهاجر مليون منهم فيما يعرف بالمجاعة الكبرى. في أيرلندا سميت فيكتوريا بملكة المجاعة. لقد تبرعت شخصياً بمبلغ ألفي جنيهاً لمكافحة المجاعة وهذا يفوق أي مبلغ تبرع به متبرع منفرد. كما شجعت إقامة معاهد كاثوليكية رومانية في أيرلندا على الرغم من معارضة البروتيستانت حسب مناظرة ماينوث جرانت  Maynooth Grant. أما عن قصة تبرعها بخمسة جنيهات لأيرلندا وتبرعها في اليوم نفسه بالمبلغ نفسه لملجأ كلاب بيترسي هي إشاعة مختلقة ظهرت في أواخر القرن التاسع عشر.
بحلول عام 1846 واجهت وزارة بيل أزمة إبطال قوانين الحبوب (وهي قوانين هدفت لإبقاء سعر الحبوب مرتفعة لصالح المنتجين). العديد من اليساريين - الذين عرفو أيضاً بالمحافظين – رفضوا إبطال القوانين، لكن بيل وبعض اليساريين - الذين عرفو بأنصار بيل – ومعظم اليمينيين وفيكتوريا قدموا دعمهم. استقال بيل عام 1849 بعد تفعيل قانون الإبطال وتولى لورد جون راسل مكانه.
على الصعيد الدولي اهتمت فيكتوريا كثيراً بتحسين العلاقات بين بريطانيا وفرنسا. فقامت بالعديد من الزيارات واستقبلت الكثير منها أيضاً بين الأسرة البريطانية الملكية وأسرة أورليانز الملكية المرتبطتان برابطة الزواج من خلال أسرة كوبرج. في عامي 1843 و1845 أقامت فيكتوريا والأمير ألبرت عند الملك لويز فيليب الأول بقصر أو château d'Eu في نورماندي. وبذلك تكون أول حاكمة بريطانية أو إنجليزية تزور حاكماً فرنسياً منذ اجتماع هنري الثامن ملك إنجلترا مع فرانسيس الأول ملك فرنسا في موقع محايد يسمى Field of the Cloth of Gold أي القماش الذهبي عام 1520. عندما قام الملك لويز فيليب بزيارة متبادلة عام 1844 صار أول ملك فرنسي يزور أرضاً إنجليزية. تم عزل الملك فيليب إثر ثورات 1848 وهرب إلى إنجلترا منفياً. عندما وصلت الثورة المخيفة ذروتها في إبريل عام 1848 في المملكة المتحدة غادرت فيكتوريا وأسرتها لندن سعياً لمزيد من الأمان في ضيعة أوزبورن  وهي مقاطعة خاصة بجزيرة تدعى Isle of Wight اشترتها العائلة عام 1845 وطورتها. فشلت المظاهرات التي قام بها الجارتيون والقوميون الأيرلنديون في جذب دعم واسع وانتهت الثورة دون أي اضطرابات خطيرة. أول زيارة قامت بها فيكتوريا لأيرلندا عام 1840 نجحت في تحسين العلاقات العامة لكنها لم تعطي أثراً دائماً على القومية الأيرلندية.
لم تفضل الملكة حكومة راسل على الرغم من كونها يمينية. فقد شعرت بالإهانة بسبب وزير الخارجية بالميرستون لأنه يتصرف دون استشارة مجلس الوزراء أو رئيس الوزراء أو الملكة. شكت الملكة إلى راسل أن بالميرسون أرسل برقيات رسمية إلى قادة أجانب دون علمها، لكن بالميرسون واصل عمله واستمر بالتصرف من تلقاء نفسه متجاهلاً احتجاجاتها. في عام 1851 تم عزل بالميرسون بعد أن أعلن موافقة الحكومة البريطانية على رئاسة نابليون بونابارت لفرنسا دون استشارة رئيس الوزراء. في العام التالي تم إعلان الرئيس نابليون بونابرت الإمبراطور نابليون الثالث في الوقت ذاته تم عزل حكومة راسل وتعيين أخرى قصيرة الأمد مكونة من أقليات بقيادة لورد ديربي.

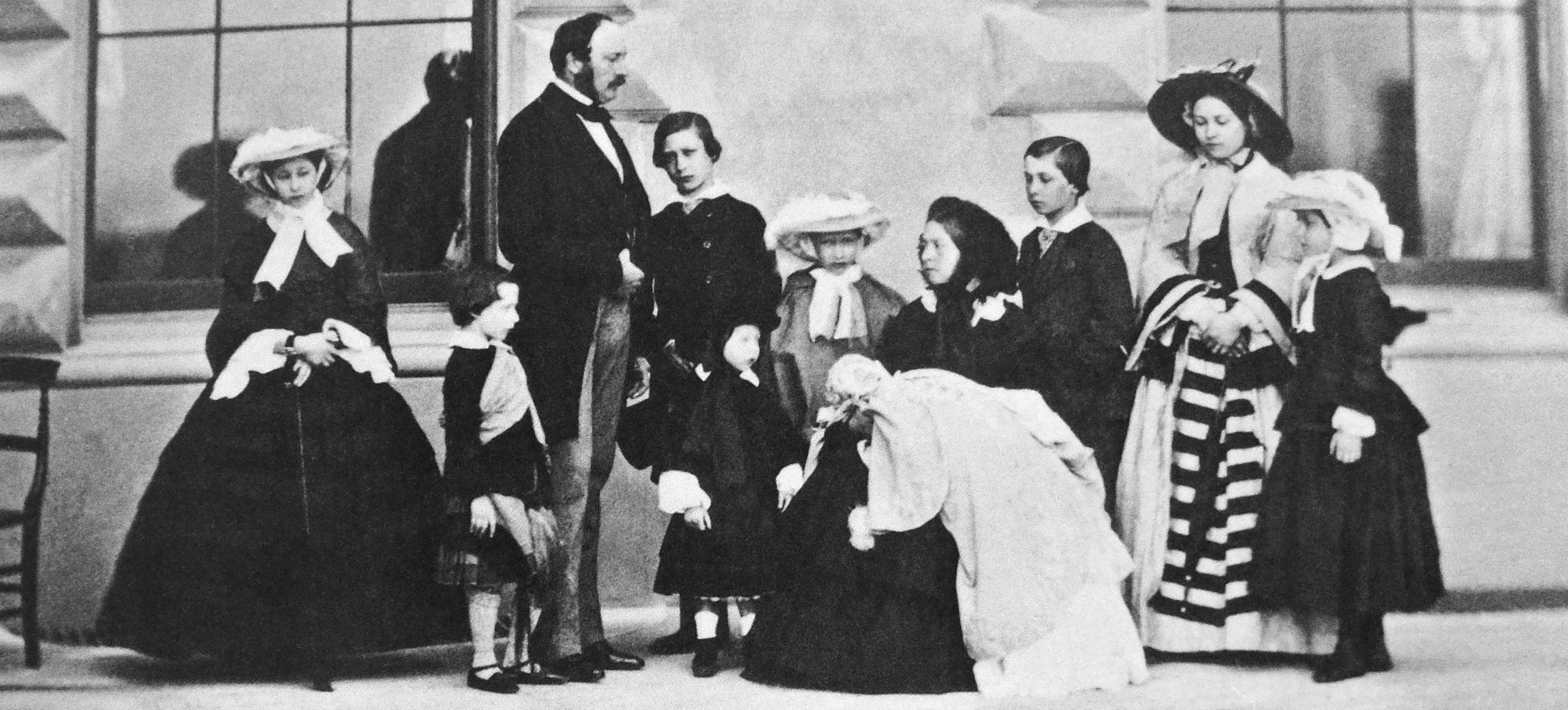
ألبرت وفيكتوريا بصحبة أولادهم التسعة من اليسار إلى اليمين: أليس، أرثر، ألبرت، إدوارد، ليوبولد، لويس، فيكتوريا وبياتريس، ألفريد، فيكتوريا وهيلينا

في عام 1853 أنجبت فيكتوريا ابنها الثامن ليوبولد باستخدام مخدر جديد وهو الكلوروفورم. وقد انبهرت الملكة بكيفية تخفيفه لآلام الولادة لدرجة أنها استخدمته ثانية عام 1857 عندما أنجبت ابنتها التاسعة والأخيرة بياتريس على الرغم من اعتراض بعض رجال الدين قائلين أن ذلك ينافي تعاليم الكتاب المقدس، كما اعترض بعض الأطباء ظناً منهم بخطورة الأمر. عانت فيكتوريا من اكتئاب ما بعد الولادة بعد الكثير من ولاداتها. بعث ألبرت رسائل إلى فيكتوريا بشكل متقطع يشكو من فقدانها السيطرة على نفسها. على سبيل المثال بعد ولادة ليوبولد بشهر أرسل ألبرت خطاباً إلى فيكتوريا يشكو من نوباتها الهستيرية على الأمور التافهة والبائسة.
في بداية عام 1855 صارت حكومة لورد أبيردين – التي استبدلت حكومة ديربي – طرفاً في تبادل الاتهامات حول الإدارة السيئة للقوات البريطانية في حرب القرم. أرادت فيكتوريا من ديربي وراسل تشكيل وزارة لكنهما لم يحظيا بالتأكيد الكافي لذلك اضطرت لتعيين بالميرستون رئيساً للوزراء.

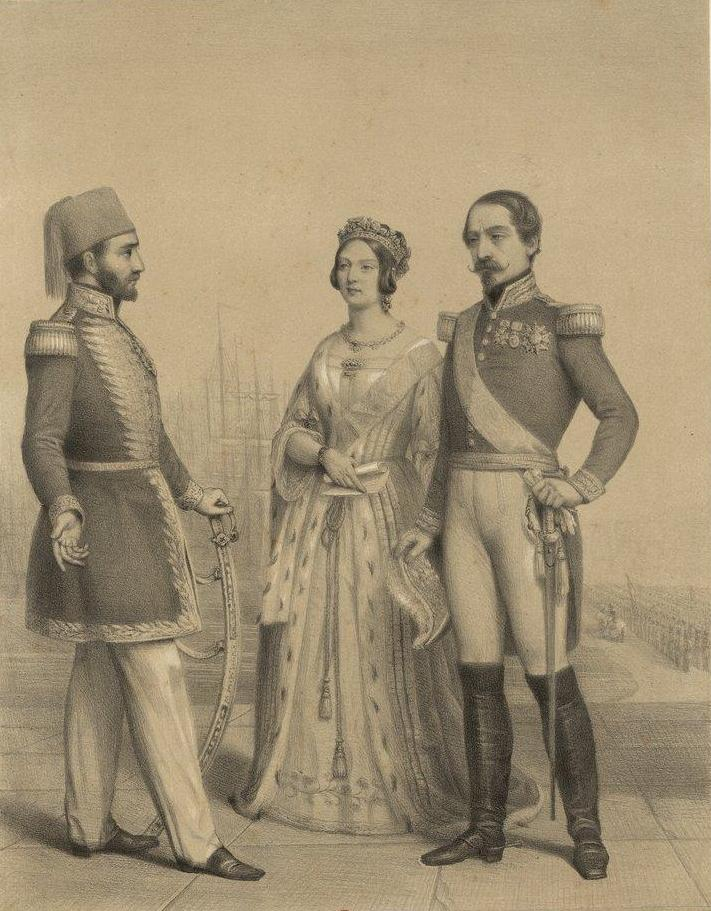
الحلفاء: السلطان عبد المجيد الأول سلطان الدولة العثمانية والملكة فيكتوريا والرئيس الفرنسي لويس نابليون بونابرت

صار نابليون الثالث أقوى حلفاء بريطانيا منذ حرب القرم  وقد زار لندن في إبريل 1855 ورد فيكتوريا وألبرت الزيارة من 17 إلى 28 أغسطس من العام نفسه. قابل نابليون الثنائي في دانكيرك واصطحبهما إلى باريس وزارا المعرض الدولي الذي يقام في باريس (على غرار المعرض العظيم الذي أسسه ألبرت 1851. كما زارا مقبرة نابليون الأول في Les Invalides (حيث عادت رفاته إليه عام 1840 وهو مجمع مبانى ضخم في باريس) وكانا ضيفي الشرف في الحفل الراقص الذي أقيم في قصر فيرساي وحضره 1200 ضيف.

في الرابع عشر من يناير 1858 حاول لاجئ إيطالي من بريطانيا يدعى أورسيني اغتيال نابليون الثالث بقنبلة مصنوعة في إنجلترا. أدت الأزمة الديبلوماسية إلى زعزعة الاستقرار في الحكومة واستقالة بالميرستون. أعيد تعيين ديربي رئيساً للوزراء. حضر فيكتوريا وألبرت افتتاح منطقة جديدة بالميناء الحربي الفرنسي في شيربورج في الخامس من أغسطس عام 1858 في محاولة من نابليون الثالث لإقناع بريطانيا أن التجهيزات الحربية لها هدف آخر. أثناء عودتها كتبت فيكتوريا رسالة إلى ديربي توبخه على الحالة المزرية للأسطول الملكي مقارنة بالأسطول الفرنسي. لم تدم وزارة ديربي طويلاً، ففي يوليو 1859 أعادت فيكتوريا بالميرستون لعمله.

بعد مرور أحد عشر يوماً على محاولة أورسيني للاغتيال في فرنسا تزوجت الابنة الكبرى لفيكتوريا الأمير فريدريك ويليام أمير بروسيا في لندن. طالت خطوبتهما منذ سبتمبر 1855 عندما كانت الأميرة فيكتوريا في الرابعة عشرة من عمرها وقام الأمير ألبرت والملكة بتأخير الزواج حتى تتم العروس عامها السابع عشر. تمنى ألبرت والملكة أن يكون لهذا الزواج أثراً تحررياً لتوسيع ولاية بروسيا.] انفطر قلب فيكتوريا لرؤية ابنتها تغادر إنجلترا وترحل إلى ألمانيا. لقد كتبت إلى الأميرة فيكتوريا ذات مرة في خطاباتها العديدة «أصاب حقاً بالقشعريرة حين أنظر حولي وأجد إخوتك فرحات سعيدات غير مدركات وأفكر أني مضطرة للتخلي عنهن أيضاً واحدة تلو الأخرى.»  بعد ذلك بعام واحد تقريباً أنجبت الأميرة فيكتوريا أول حفيد للملكة، إنه الأمير ويليام الذي صار آخر قياصرة ألمانيا.

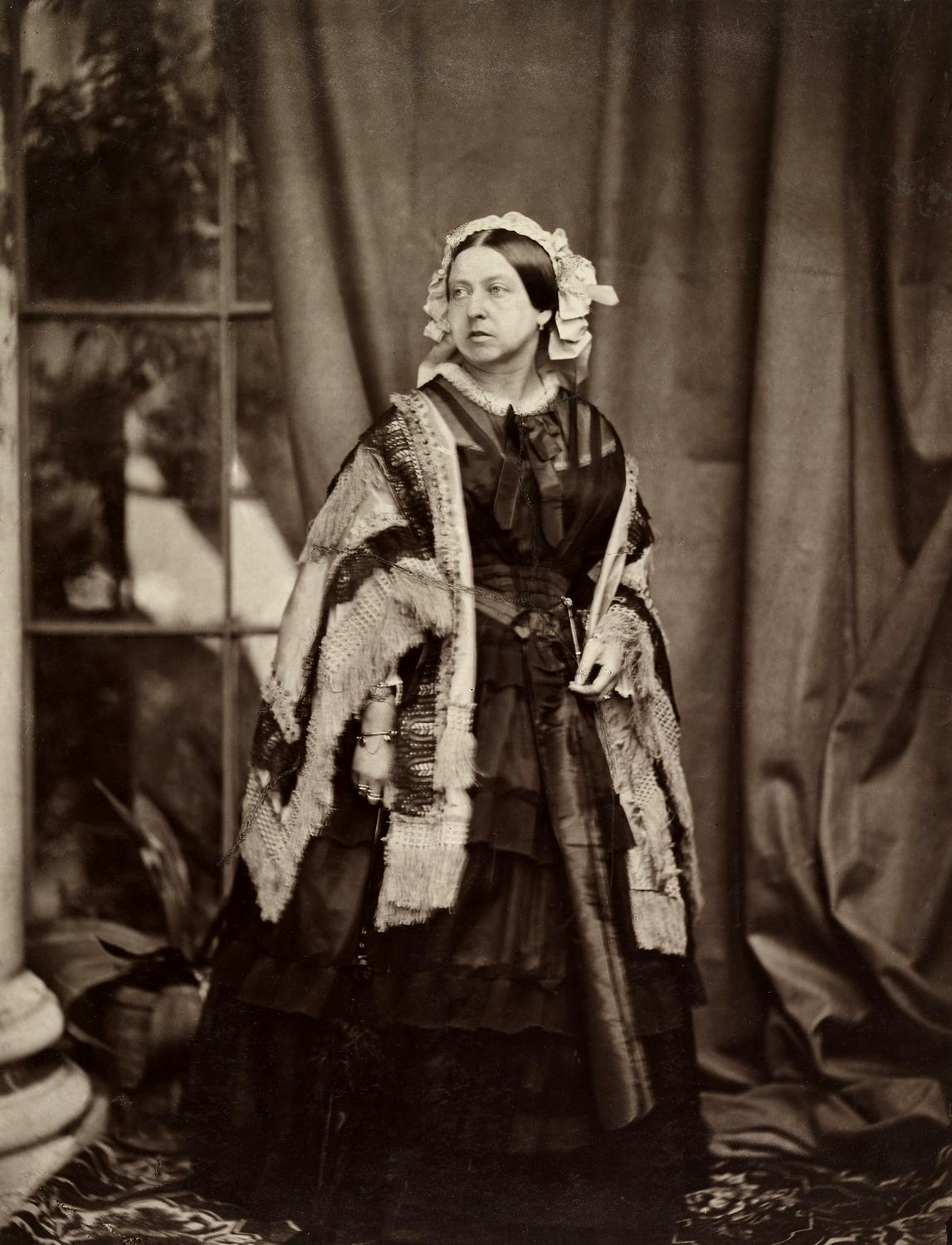
صورة لفيكتوريا التقطت بواسطة مايال عام 1860

## الترمُّل
في مارس عام 1861، لَقت والدة الملكة فيكتوريا حتفها بجوار ابنتها. وبينما كانت تتصفح أوراق والدتها، اكتشفت فيكتوريا أن والدتها كانت تُحبها بشدة؛ فانفطر قلبَها وألقت اللوم على كونروي وليهيزن لخُبثِهما في إقصاءها عن والِدتها. ولكي يُخفف عن زوجتهِ الأسى الشديد ، وعلى الرغم من مرضهِ بمرضٍ مُـزمنٍ في المعدة، أخذ ألبرت على عاتقهِ معظم مسئولياتها. وفي أغسطس، زارت فيكتوريا بصُحبة زوجها ابنهما، أمير ويلز، الذي كان يحضر مناورات للجيش بالقرب من دبلـن ويقضي بضعة أيام من عُطلته في كيلارني. في نوفمبر، اطّلع ألبـرت على بعض الشائعات التي تُفيد بأن ابنه يُرافق ممثلة في أيرلندا. فُزِع ألبـرت وسافر لمواجهة ابنه في كمبريدج، مقر دراسته. في بداية شهر ديسمبر، اشتد المرض على ألبرت  وشخص ويليام جينر مرضه على أنه مُصاب بحُمى التيفوئيد، ولقد لَقي ألبـرت حتفه في 14 ديسمبر عام 1861. دُمرت حالة الملكة فيكتوريا  وأرجعت سبب وفاة زوجها إلى قلقه بشأن مغازلات أمير ويلز. كما قالت أنه «قُتِل نتيجة هذا العمل المُروع». اندرجت فيكتوريا في حالة من الحِداد على زوجها وارتدت الملابس السوداء في الفترة المتبقية من حياتها. ابتعدت فيكتوريا عن الأضواء والظهور في الأماكن العامة ونادرًا ما كانت تطأ قدماها لندن في السنوات التالية لوفاة زوجها. وقد تسببت عُزلتها هذه في تلقيبها بـ «أرملة وندسور».

قـلّلت العزلة التي فرضتها الملكة فيكتوريا على نفسها من شعبية الحكومة الملكية وشجعت على قيام الجمهورية. تعهدت فيكتوريا على القيام بواجباتها الحكومية الرسمية، واختارت أن تبقى منعزلة في مساكنها الملكية؛ قلعة وندسور، أوزبورون هاوس، وقلعة بالمورال والممتلكات الخاصة التي اقتنتها هي وألبرت في اسكتلندا في عام 1847. وفي مارس عام 1864، قام أحد المحتجين بلصق منشورٍ على سياج قصر باكنغهام يُفيد بأن«هذه الممتلكات المُهيمن عليها إما أن تُترك أو أن تُباع كنتيجة لتناقض أعمال المالك السابق». قام ليوبولد عم الملكة فيكتوريا حينها بمُخاطبتها مُطالبًا إياها بالظهور في الأماكن العامة. وافقت فيكتوريا على زيارة حدائق الجمعية الملكية البُستانية بكينجستون، كما أنها تنقّلت في لندن عبر عربة مكشوفة.

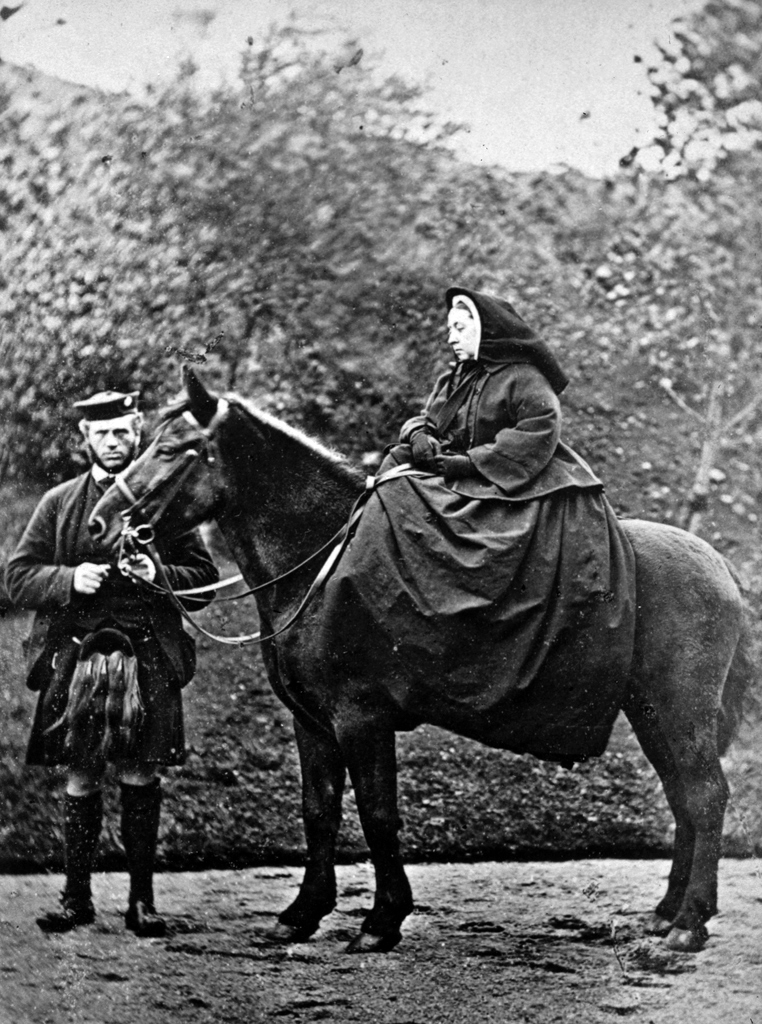
فيكتوريا بصحبة جون براون في بالمورال عام 1863 التقطت بواسطة ويلسون

وفي ستينيات القرن التاسع عشر، اعتمدت فيكتوريا على خادم من اسكتلندا يُدعى جون براون. انتشرت حينها شائعات مُغرضة تُروج بارتباط عاطفي بل زواج سري للملكة فيكتوريا وجون لدرجة أنها لٌقِبت ب«السيدة براون». كانت قصة ارتباط فيكتوريا وجون هي الموضوع الذي بُنيت عليه فكرة فيلم «السيد براون» عام 1997. عُرضت لوحة في الأكاديمية الملكية رُسمت بواسطة السيد إدون هنري لاندسر، تُصور الملكة مع جون، كما نشرت فيكتوريا كتابًا بعنوان «عن حياتنا في المرتفعات» والذي ميزت فيه جون براون ومدحته بصورة واضحة.
تُوفي بالمرستون في عام 1856، وبعد فترة وزارية قصيرة المدى لراسيل، عاد دربي لتولي زمام الأمور. وفي عام 1866، حضرت فيكتوريا الجلسة الافتتاحية للبرلمان للمرة الأولى بعد وفاة ألبرت. وفي السنة التالية، دعمت فيكتوريا إبرام قانون الإصلاح 1867 الذي ضاعف عدد الناخبين عن طريق تمديد الامتياز للعاملين في المناطق الحضرية، على الرغم من أنها لم تكن لصالح المرأة. استقال ديربي في 1868 وخلفه بينجامين دزرائيلي الذي فتن فيكتوريا. صرّح بينيامين «من منا لا يُحب المدح، ولكن عندما يتعلق الأمر بالملكية فلا ينبغي أن يؤخذ في الحُسبان.» وقد أطراها بعبارة «نحن الكُتّاب يا سيدتي». لم تدُم وزارة دزرائيلي إلا لشهور قليلة وفي نهاية العام عُين خصمه الليبرالي وليام إيوارت غلادستون رئيسًا للوزراء. وجدت فيكتوريا أن سلوك غلادستون أقل جاذبية؛ فلم يعتبرها مرأة ذات كيان بل تحدث معها و«كأنها مجرد اجتماع عام».
وفي عام 1870، عُزز الرأي الجمهوري – مدعومًا بعزلة فيكتوريا– بقيام الجمهورية الفرنسية الثالثة. وفي تجمع جماهيري بميدان ترافالغار طالبوا بعزل الملكة فيكتوريا، كما عارضها مجموعة من النواب المتطرفين. وفي أغسطس وسبتمبر من عام 1871، أصيبت فيكتوريا بخُراج شديد في ذراعها، عالجه جوزف ليستر بنجاح باستعمال مطهر حامض الكربونيك الجديد. وفي أواخر نوفمبر من عام 1871، في ذُروة الحركة الجمهورية، أصيب أمير ويلز بحُمى التيفوئيد –المرض الذي قيل أنه قتل والده – قلقت فيكتوريا من أن يُصيب ابنها ما أصاب والده ويموت. وبحلول الذكرى العاشرة لوفاة زوجها وعدم تحسُن حالة ابنها، استمرت محنة فيكتوريا. في جو عام من الابتهاج اصطحبت فيكتوريا ابنها لحضور استعراض عام بلندن وصلاة الشكر بكاتدرائية سانت بول وذلك في السابع والعشرين من مارس عام 1872، وهدأ شعور الجماهير. وفي اليوم الأخير من شهر فبراير لعام 1872، بعد يومين من صلاة عيد الشكر، قام آرثر أوكونور البالغ من العمر سبعة عشر عاما (ابن الأخت الأكبر للنائب الأيرلندي فيرغوس أوكونور) بتلويح مسدس تفريغ تجاه عربة فيكتوريا المكشوفة عقِب وصولها لقصر باكنغهام. تمكّن براون، الذي كان في استقبال الملكة، من الإمساك بأوكونور وتم الحُكم عليه بالسجن لمدة اثنى عشرة شهرًا. ونتيجة للحادث ازدادت شعبية الملكة فيكتوريا.

## إمبراطورة الهند

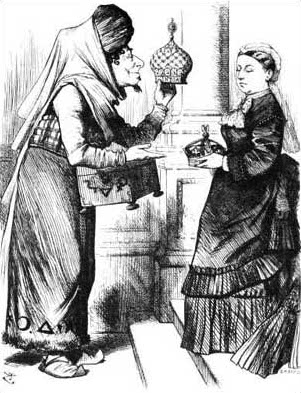
"تيجان جديدة لأفراد قديمة" صورة من مجلة بانش تصور دزرائيلي في شخصية علاء الدين يتبادل فيها التيجان مع الملكة فيكتوريا

بعد ثورة الهند عام 1857، تم حلّ شركة الهند الشرقية التي حكمت جزءًا كبيرًا من الهند، كما تم دمج الممتلكات والمحميات البريطانية بشبه القارة الهندية رسميًا إلى الإمبراطورية البريطانية. تبنّت الملكة فيكتوريا رأي متوازن بشأن الصراع والنزاع وأدانت الفظائع في كلا الجانبين. وكتبت عن «مشاعر الرعب والندم على نتيجة هذه الحرب الأهلية الدامية»  كما أصرت، بعد أن حثها ألبرت على ذلك، أن الانتقال الرسمي للسلطة من الشركة إلى الدولة «يجب أن يتمتع بمشاعر الكرم والإحسان والتسامح الديني». وبناءً على طلبها، تم استبدال مُستند يهدد بـ «تقويض الأديان والأعراف المحلية» بفقرة تكفُل الحرية الدينية

وخلال الانتخابات العامة عام 1874، عاد دزرائيلي للسلطة. أقر دزرائيلي قانون تنظيم العبادة العامة 1874 الذي أزال الطقوس الكاثوليكية من القداس الأنجليكاني وتم تأييده بشدة من قبل فيكتوريا. فضّلت فيكتوريا القِصر، والخدمات البسيطة فوجدت نفسها أكثر تماشيًا مع مشيخية كنيسة إسكتلندا عن أسقفية كنيسة إنجلترا. قام دزرائيلي بتدشين قانون الألقاب الملكية 1876 من خلال البرلمان فحصلت الملكة فيكتوريا على لقب «إمبراطورة الهند» ابتداءا من الأول من مايو عام 1876. وتم إعلان اللقب الجديد في دلهي دوربار في الأول من يناير عام 1877.

في الرابع عشر من ديسمبر عام 1877 الموافق ذكرى وفاة ألبرت، توفت أليس أميرة المملكة المتحدة والشقيقة الثانية لفيكتوريا والمتزوجة من لويس الرابع دوق هسن في دارمشتات نتيجة مرض الخُناق. لاحظت فيكتوريا تزامن المواعيد ووصفتها بأنها «لا تُصدق وعلى قدر كبير من الغموض». في مايو 1879، أصبحت فيكتوريا جدة عظيمة عقب ميلاد الأميرة فيودورا أميرة ساكس مينينجن، وجاوزت فيكتوريا حينها عامها الستون. شعرت فيكتوريا بتقدمها في العمر بعد فقدان طفلها الحبيب على حد وصفها.
وفي الفترة التي تتراوح بين أبريل 1877 وفبراير 1878، استخدمت فيكتوريا التهديد بالتنازل عن العرش خمس مرات كوسيلة للضغط على دزرائيلي لإجباره على التخلي عن روسيا في حربها ضد تركيا، ولكن هذه التهديدات لم تجنِ ثمارها؛ فلم تؤثر على النتيجة التي انتهت إليها الأحداث مع كونغرس برلين.
أدت سياسة دزرائيلي تجاه التوسع الخارجي، التي أيدتها فيكتوريا، إلى صراعات مثل الحرب الإنجليزية الزولوية والحرب الإنجليزية الأفغانية الثانية. صرحت فيكتوريا «إن الحفاظ على مكانتنا كسلطة من الدرجة الأولى يتطلب الإستعداد الدائم والمستمر للهجمات والحروب في أية مكان». رأت فيكتوريا أن توسع الإمبراطورية البريطانية بمثابة حماية للسكان الأصليين من القوى العدوانية وكذلك الحُكّام المتغطرسين، وأعلنت أن «ضم الدول ليس من عاداتنا، بل نحن مجبرون على فعل ذلك». تسببت خسارة دزرائيلي في الانتخابات العامة عام 1880 وعودة جلادستون كرئيسًا للوزراء في فزع فيكتوريا. وفي العام التالي، انهمرت دموع فيكتوريا على وفاة دزرائيلي حيث أمرت صديقته المخلصة جلالة الملكة بإقامة نصبًا تذكاريًا له.

## السنوات اللاحقة
وفي الثاني من مارس لعام 1882، أطلق رودريك ماكلين، وهو شاعرًا من شعراء السُخط، النيران على عربة الملكة فيكتوريا عند مغادرتها لمحطة وندسور للسكك الحديدية بسبب إهانتها له برفضها لقصيدة من قصائده. عندها، انهال ولدين صغيرين من كلية إيتون بمظلاتهم على رودريك وظلوا يضربوه حتى تمكّن شرطي من دفعه بعيدًا. استشاطت فكتوريا غضبًا عندما علمت بأن الجاني لم يكن مختلاً عقليًا،  ولكن انتابها شعورًا بالسعادة عندما رأت مشاعر الولاء التي أحاطت بها بعد الحادث وصرحت بـ «إن إطلاق النار شيء يستحق التجربة لمعرفة مدى حب العامة لي».
وفي السابع عشر من مارس لعام 1883، سقطت فيكتوريا من على الدرج في وندسور وتسبب ذلك الحادث في جعلها عرجاء حتى شهر يوليو، ولم تتعاف فيكتوريا تمامًا بل عانت بعد ذلك من مرض الروماتيزم. وبعد مرور عشرة أيام على الحادث، لقى براون حتفه وبسبب ارتياع السيد هنري بونسونبي السكرتير الخاص لفيكتوريا، عملت فيكتوريا على كتابة سيرة مديح للسيد براون. ولكن قام كل من بونسونبي وراندال ديفيدسون، عميد وندسور، بنصيحة الملكة فيكتوريا بعدم نشر السيرة بعد إطلاعهما على المسودات الأولية لها وذلك لأن نشرها قد يثير العديد من الشائعات حول وجود علاقة غرامية بين الملكة وبراون. ومن ثم تم تدمير المسودة. وفي بداية عام 1884، قامت فيكتوريا بنشر تكملة لكتابها «عن حياتنا في المرتفعات» والتي زودته بإهداء «لصديقها المخلص جون براون». وفي اليوم التالي للذكرى الأولى لوفاة جون براون، تلقت الملكة فيكتوريا نبأ وفاة نجلها الصغير الأمير ليوبولد دوق ألباني حيث توفى بمدينة كان (فرنسا). انتحبت فيكتوريا على نجلها قائلة أنه «كان الأحب إلى قلبي دونًا عن جميع أبنائي». وفي الشهر التالي، التقت بياتريس أميرة المملكة المتحدة والابنة الصغرى لفيكتوريا، بالأمير هنري أمير باتنبرغ في حفل زفاف حفيدة الملكة فيكتوريا الأميرة فيكتوريا على شقيق هنري، الأمير لويس أمير باتنبرغ وأحبته. اتفق هنري وبياتريس للزواج، ولكن هذا الاتفاق قوبل بالرفض في البداية من قِبل الملكة فيكتوريا لرغبتها في وجود ابنتها معها بالمنزل. وبعد مرور عام، وافقت فيكتوريا على الزواج بعد حصولها على وعود بياتريس وهنري بالمكوث معها والاهتمام بها. سيطرت على الملكة فيكتوريا حالة من السعادة بعد استقالة غلادستون في عام 1885 بعد إخفاق ميزانيته. عبّرت فيكتوريا قائلة أن «حكومته هي الأسوأ على الإطلاق»، كما أنها حمّلته مسئولية وفاة الجنرال جوردون بالخرطوم  وقام روبرت سيسل بخلافة غلادستون. استمرت حكومة سيسل لفترة قصيرة، ثم أجبرت الملكة فيكتوريا على استدعاء غلادستون مرة أخرى، ووصفته بأنه «شبه مجنون، ومثير للسخرية». حاول غلادستون بمنح أيرلندا الحق في الحكم ولكن تم إحباط محاولته. خسر حزب غلادستون في الانتخابات التالية في سالزبوري وتغيرت الحكومة مرة أخرى.

### اليوبيل الذهبي
احتفت الإمبراطورية البريطانية عام 1887 بحصول الملكة فيكتوريا على اليوبيل الذهبي. احتفلت فيكتوريا بمرور خمسين عامًا على توليها العرش في العشرين من يونيو عن طريق عمل مأدبة ودعوة خمسين من الملوك والأمراء. وفي اليوم التالي، شاركت فيكتوريا في مسيرة وحضرت صلاة الشكر في دير وستمنستر. وفي هذه الفترة حازت فيكتوريا على شهرة واسعة. عينت فيكتوريا مسلمَين هنديين لشغل وظيفة النادل في الثالث والعشرين من يونيو، وكان من ضمنهم شخص يُدعى عبد الكريم الهندي . وسريعًا ما تمت ترقيته ليصبح «منشئ» وقام بتعليمها الهندوستانية وعمل ككاتبًا. فُزعت عائلة الملكة فيكتوريا وخدمها واتهموا عبد الكريم بالتجسس لصالح الرابطة الإسلامية الوطنية وقاموا بتحريض الملكة على الهندوس. اكتشف فريدريك بونسونبي (نجل السير هنري) أن المنشئ لم يتحر الصدق بخصوص نسبهِ، فأخبر اللورد إلجين –نائب الملك الهندي- بالتشابه بين ما يفعله المنشئ وما اعتاد جون براون أن يفعله. تجاهلت فيكتوريا هذه الادعاءات واعتبرتها بدافع التحيز العنصري. وظل عبد الكريم في خدمة فيكتوريا إلى أن عاد إلى بلاده الهند بعد أن تمت إحالته على المعاش بعد وفاتها.

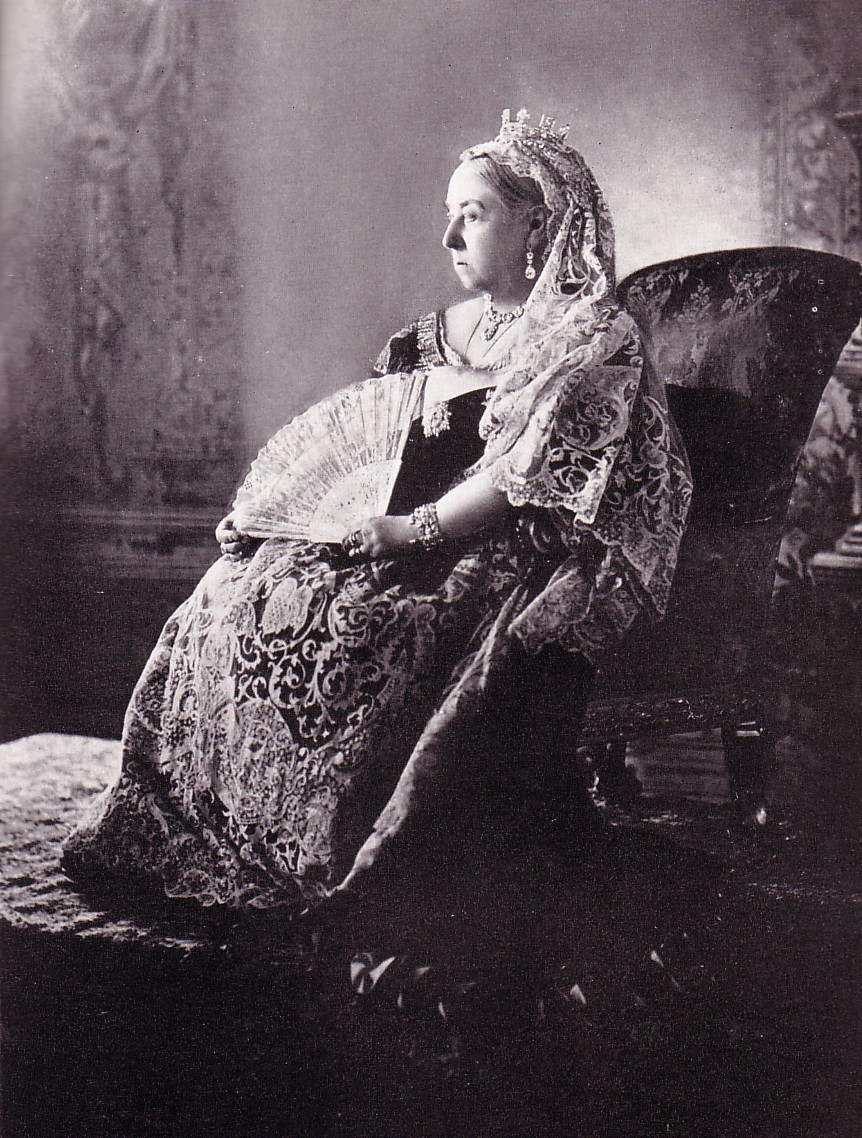
الصورة الرسمية لفيكتوريا في اليوبيل الماسي داوني

تربّعت الابنة الكبرى للملكة فيكتوريا بجوار زوجها على عرش ألمانيا، ولكنها ترمّلت خلال العام نفسه ومن ثم تولى ويليهلم حفيد الملكة فيكتوريا مقاليد الحكم ولُقب بفيليهلم الثاني. لم تتحقق آمال الملكة فيكتوريا وزوجها ألبرت برؤية ألمانيا متحررة أثناء حكم فيليهلم فقد تبنى نظام الأوتوقراطية. اعتقدت الملكة فيكتوريا أنه أصبح منعدم الضمير والحنكة.
عاد غلادستون مرة أخرى للسُلطة بعد الانتخابات العامة في عام 1882 وكان يبلغ من العمر 82 عامًا. عارضت فيكتوريا اقتراح غلادستون بتعيين النائب الراديكالي هنري لابوشري بمجلس الوزراء، فتراجع غلاسدتون عن فكرة تعيينه. استقال غلادستون في عام 1894 فقامت فيكتوريا بتعيين أرشيبالد بريمروز كرئيسًا للوزراء دون أخذ مشورة الرئيس السابق. كانت حكومته هشـّة فلم تدُم طويلا واستـُبدلت بحكومة اللورد سالزبوري الذي شغل منصب رئيس الوزراء طيلة الفترة المتبقية من حكم فيكتوريا.

### اليوبيل الماسي
شهدت الملكة فيكتوريا في الثالث والعشرين من سبتمبر لعام 1896 تفوقها على جدها جورج الثالث ملك المملكة المتحدة كأطول الملوك حكمًا للإمبراطورية البريطانية. طلبت الملكة بتأجيل أي احتفالات تخص هذا الحدث لتقُام في عام 1897 لتتصادف مع احتفال المملكة البريطانية باليوبيل الماسي  كما اقترح وزير المستعمرات جوزيف تشامبرلين. تضمّن موكب اليوبيل الماسي للملكة بلندن قوات من جميع أنحاء الإمبراطورية ودُعي كل رؤوساء الوزراء الدومينون إلى الحفل. توقّف الموكب في الهواء الطلق أمام كاتدرائية سانت بول لتأدية صلاة الشكر وجلست الملكة في عربتها المكشوفة. غمر الحفل مشاعر من الحب للملكة التي تخطت السبعين من عمرها. اعتادت فيكتوريا على زيارة أوروبا خلال العطلات. فهي أول حاكم بريطاني تطأ قدماه أرض إسبانيا بعد أن عبرت الحدود لزيارة سريعة خلال تواجدها في بيارتيز عام 1889 .

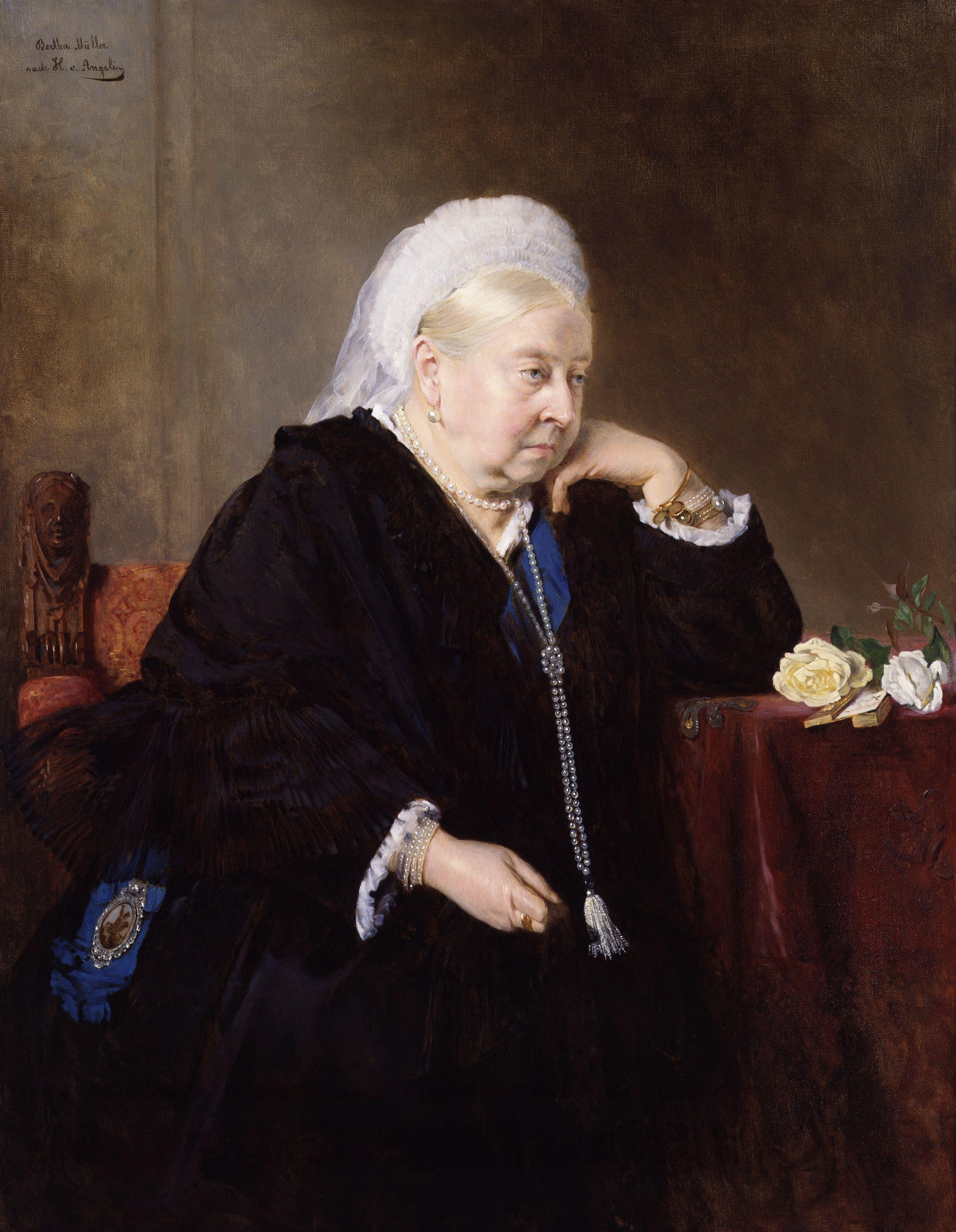
فيكتوريا في عامها الثمانين، عام 1899

 لم تتمكن فيكتوريا من القيام بزيارتها السنوية لفرنسا بسبب حرب البوير الثانية التي اندلعت في أوروبا في أبريل عام 1900. وبديلا عن ذلك انطلقت الملكة إلى أيرلندا للمرة الأولى بعد عام 1861 لتقر بإسهام الأفواج الأيرلندية في حرب جنوب أفريقيا . تُوفي نجل الملكة فيكتوريا الثاني ألفريد في شهر يوليو فكتبت في مذكراتها «ابني الحبيب آفي قد فارق الحياة» وأضافت «إنه لعام محزن يتوجه الحزن والفزع بشتى أنواعهم».

### الوفاة والخلافة
قضت الملكة فيكتوريا عيد الميلاد لعام 1900 في أوزبورن هاوس بجزيرة وايت كعادتها التي اتبعتها خلال فترة ترمّلها. تسبب مرض الروماتيزم في عودة العرجة إليها مرة أخرى وبدأ بصرها في الانخفاض تدريجيًا. شعرت فيكتوريا بالضعف والهذيان في بداية شهر يناير، وفي أواسط الشهر نفسه غلب عليها الخمول والدوار والحيرة. توفيت الملكة فيكتوريا يوم الثلاثاء الموافق الثاني والعشرون من يناير لعام 1901 في تمام الساعة السادسة والنصف عن عمر يناهز 81 عاما. كان نجل الملكة فيكتوريا وخليفتها للعرش الملك إدوارد السابع ملك المملكة المتحدة، وحفيدها فيلهلم الثاني بجوارها أثناء احتضارها. كان آخر ما طلبته فيكتوريا أن يتم إحضار توري كلبها المُدلل بجوارها على فراش الموت.

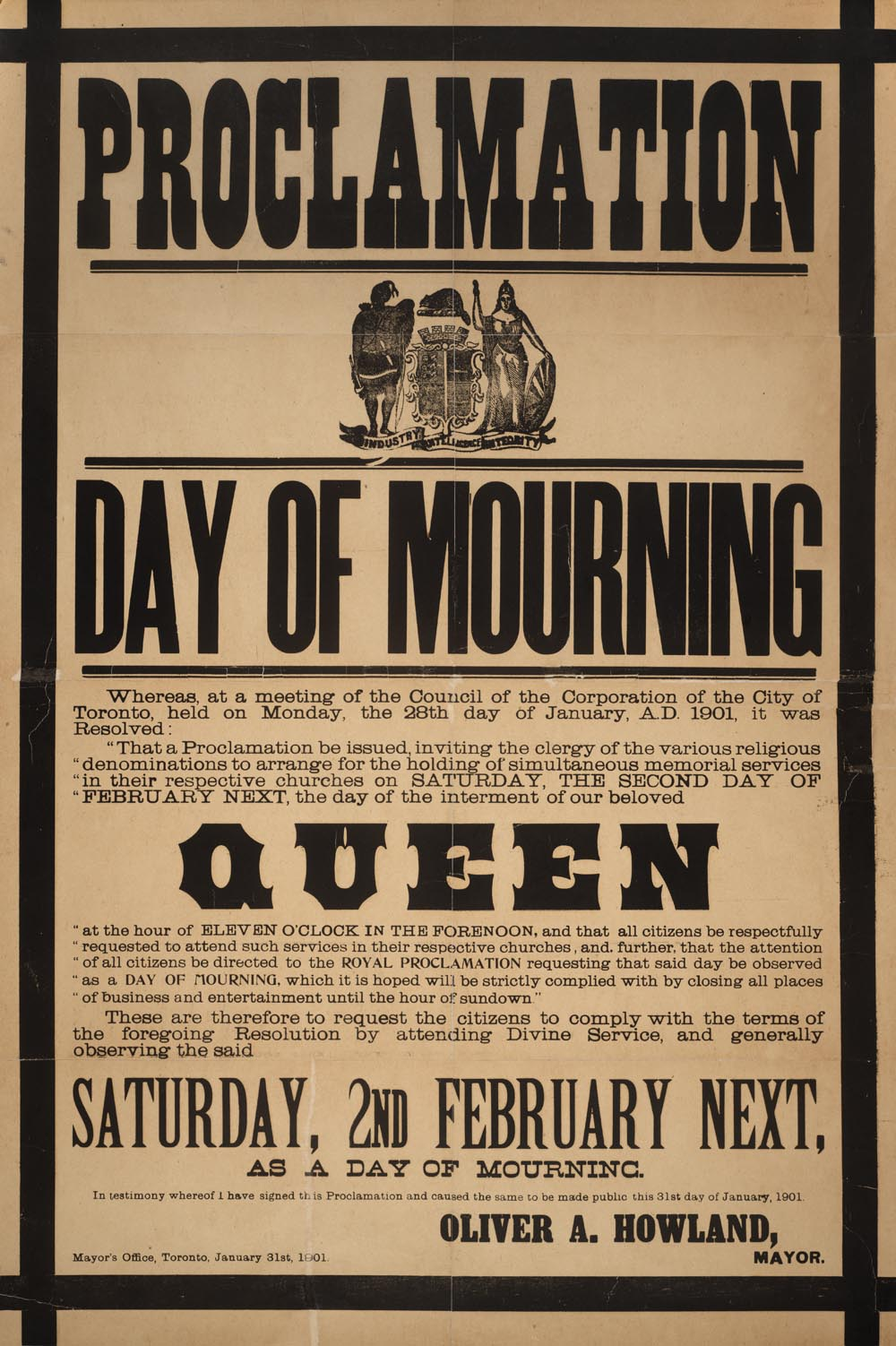
ملصق يعلن حالة من الحداد في تورنتو في يوم جنازة الملكة فيكتوريا

أوصت فيكتوريا في عام 1897 ببعض التعليمات الخاصة بجنازتها بأن تكون جنازة عسكرية تليق بابنة قائد الجيوش، وأن يرتدوا اللون الأبيض بدلا من اللون الأسود. وفي الخامس والعشرين من يناير، ساعد كل من إدوارد السابع، القيصر، والأمير آرثر دوق كونوت وستراذرن في تكفينها. ارتدت فستان أبيض اللون بالإضافة إلى طرحة زفافها. وبناءا على طلبها، تم وضع مجموعة من التذكارات التي جمعتها بعائلتها وأصدقائها وخدمها معها في الكفن وكان ذلك بواسطة الطبيب وموظفي التلبيس. وُضعت أحد أردية ألبرت وجزء من الجبس الذي كان يضمد به يداه إلى جوار الملكة فيكتوريا، وكذلك تم وضع خصلة من خصال شعر جون براون وصورة له إلى جانبها وتم إخفاءهم عن العائلة عن طريق وضع بعض الزهور بطريقة مُحكمة. أضيف إلى جوارها مجموعة من المجوهرات بما فيها خاتم زواج والدة جون براون الذي قد أعطاه للملكة فيكتوريا في عام 1883. أقيمت جنازة فيكتوريا في يوم الأحد الموافق الثاني من فبراير بكنيسة القديس جورج (قلعة وندسور)، وبعد يومين دُفنت فيكتوريا بجانب الأمير ألبرت في ضريح بويندسور بارك. وبمجرد وضعها في الضريح بدأت الثلوج في التساقط. وبعد أن حكمت لمدة ثلاثة وستون عاما وسبعة أشهر ويومان، اعتُبرت فيكتوريا الملكة الأطول حكما في تاريخ بريطانيا والعالم كله حتى تفوقت عليها حفيدتها اليزابيث الثانية تُعد فيكتوريا آخر من حكم المملكة المتحدة من بيت هانوفر فقد انتمى نجلها ووريثها إلى (بيت ساكس كوبرغ وغوتا) متّبعًا والده.

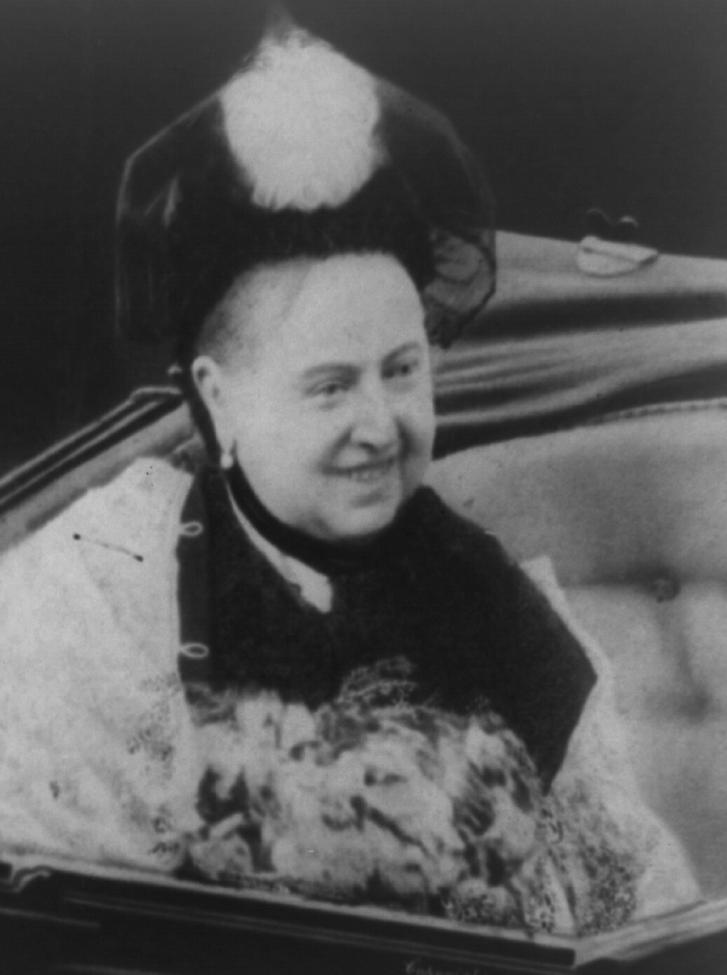
"فيكتوريا مرحة":صرحت فيكتوريا "نحن لا نعرف المرح" لكنه لا يوجد دليل مطلق على قولها تلك الكلمات، فقد صرحت عائلتها بأنها شخصية مرحة وحلقت ضحكاتها في العديد من المناسبات

## الإرث
أفاد جايلز سانت أحد كُتّاب سيرة الملكة فيكتوريا أنها كانت تدون ما يقارب ألفين وخمسمائة كلمة في اليوم خلال فترة شبابها. اعتادت فيكتوريا على كتابة مذكراتها اليومية منذ يوليو عام 1832 وحتى وفاتها فتركت 122 مجلدًا. عُينت بياتريس أميرة المملكة المتحدة وابنة الملكة فيكتوريا بعد وفاتها كالمنفذ الأدبي الخاص بها. كتبت فيكتوريا وعدّلت في اليوميات مخفية بعض المعلومات التي تتعلق بوصول والدتها للحكم. على الرغم من هذا التدمير إلا أنه تبقّى جزءا لا يستهان به من يوميات الملكة فيكتوريا. وبالإضافة إلى نسخة بياتريس المُعدلة فقد قام اللورد إيشر بكتابة المجلدات من 1832 إلى 1861 قبل أن تقوم بياتريس بإحراقهم. نُشرت بعض المراسلات الخاصة بالملكة فيكتوريا في مراجع عُدلت بواسطة بنسون، وهيكتور بوليثو، وجورج ايرل بكل، واللورد إيشر، وروجر فولفورد وريتشارد هوغ وآخرين.
لم تكن فيكتوريا امرأة جذابة؛ فقد كانت بدينة ومهلهلة الثياب ولم يتعد طولها خمسة أقدام لكنها نجحت في ترك بصمة مؤثرة لها. لم تلق فيكتوريا شعبية كبيرة خلال السنوات الأولى من ترملها ولكنها صارت شخصية محبوبة في فترة الثمانينات والتسعينيات عندما مثلت الإمبراطورية كرمز خيري. وبعد نشر خطاباتها ويومياتها أصبح تأثيرها السياسي أكثر رواجا لدى العامة. لم تكن السير الذاتية التي كُتبت عن الملكة فيكتوريا جميعها صالحة فتلك السير لأنها كُتبت قبل انتشار الخامات الأولية مثل التي كتبها ليتون ستراتشي بعنوان الملكة فيكتوريا عام 1921. وعلى النقيض، فإن السير التي كتبها كل من إليزابيث ونجفورد وسيسيل وودهام سميث في عامي 1964 و 1972 على التوالي لا تزال باقية حتى الآن. فقد أجمعوا وآخرين على أن فيكتوريا شخصية عاطفية، وعنيدة، وصادقة، ولم تتبع الأحاديث الملتوية.

استُئنف الإنشاء التدريجي للملكية الدستورية في بريطانيا أثناء حكم الملكة فيكتوريا. زادت إصلاحات نظام التصويت من قوة مجلس العموم على حساب مجلس اللوردات والعاهل نفسه. كتب والتر باجهوت في عام 1867 أنه«يحق للعاهل أن يحتفظ بحقوقه في الاستشارة والتشجيع والتحذير.» أصبحت ملكية فيكتوريا رمزية أكثر منها سياسية فركزت بصورة كبيرة على الأخلاق والقيم العائلية لتتناقض مع الفضائح الجنسية والمالية والشخصية التي تعلقت بالأعضاء السابقين التابعين لبيت هانوفر والتي تسببت في فقدان الملكية مصداقيتها. تم توطيد مصطلح «الأسرة الملكية» الذي يمكن للطبقات المتوسطة المزدهرة أن تـُعرّف من خلاله.

النصب التذكاري للملكة فيكتوريا بالهند

إن تواصل الملكة فيكتوريا مع الأسر الملكية الأوروبية منحها لقب «جدة أوروبا». انحدر من سلالة ألبرت وفيكتوريا 42 حفيدا من بينهم 34 ظلوا على قيد الحياة حتى سن البلوغ. ومن بين أحفادهم: إليزابيث الثانية، وفيليب دوق إدنبرة، وهارلد الخامس، وكارل السادس عشر غوستاف، ومارغريت الثانية ملكة الدنمارك، وفيليب السادس ملك إسبانيا.
أُصيب ليوبولد الابن الأصغر للملكة فيكتوريا بمرض تخثر الدم (الهموفيليا) وكذلك اثنتين من بناتها الخمسة كانوا حاملين للمرض وهم بياتريس أميرة المملكة المتحدة وأليس أميرة المملكة المتحدة. انحدر من سلالة الملكة فيكتوريا أحفاد مصابين بمرض الهموفيليا وهم تساريفيتش اليكسي أمير روسيا، وألفونسو أمير أستورياس، وإنفانتي جونزالو أمير إسبانيا. ومن ثم، انتشرت بعض الشائعات حول نسب الملكة فيكتوريا بسبب ظهور المرض في أحفادها دون أسلافها. لا يوجد دليل مادي يثبت إصابة والدة فيكتوريا بمرض الهموفيليا لأنه دائمًا ما يصيب الذكور، وحتى إن وجد رجلا مُصابًا بالمرض فإنه يكون مريض للغاية. فمن المُرجح أن يكون انتشار هذا المرض عفويًا بسبب تقدم والد فيكتوريا في العمر في فترة حمل والدتها لها فقد بلغ الخمسين من عمره حينها، بالإضافة إلى أن هذا المرض يصيب الأطفال بنسبة أكبر من كبار السن. وتـبلـُغ نسبة الإصابات العفوية حوالي 30%.

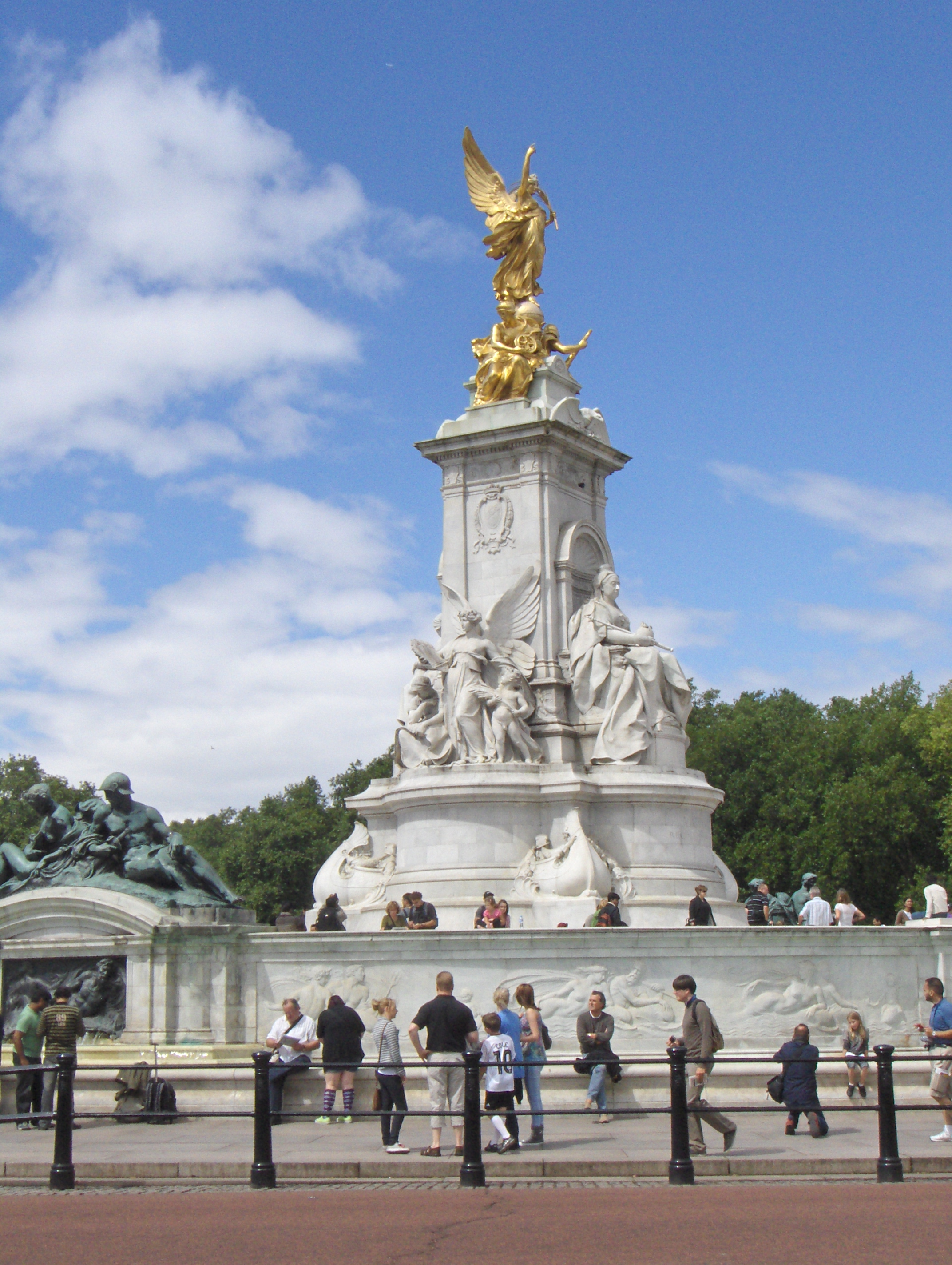
النصب التذكاري للملكة فيكتوريا أمام قصر باكينغهام والذي تم تشييده منذ عقد من الزمن بعد وفاتها

خُصصت العديد من الأماكن للملكة فيكتوريا في جميع أنحاء العالم وخاصة في دول الكومنولث. تم تسمية العديد من الأماكن باسم الملكة فيكتوريا، ومن ضمنها: فيكتوريا (سيشل)، وبحيرة فيكتوريا، وشلالات فيكتوريا، وعواصم كولومبيا البريطانية (فيكتوريا، كولومبيا البريطانية)، وساسكاتشوان (ريجاينا)، بالإضافة إلى ولايتين أستراليتين فيكتوريا (أستراليا) وكوينزلاند. قُدّم صليب فيكتوريا كمكافأة لأعمال البسالة خلال حرب القرم، وتُعد هذه هي أعلى الجوائز التي تُمنح كمكافأة للأعمال البطولية الشجاعة في بريطانيا وكندا واستراليا ونيوزلاندا. هذا بالإضافة إلى اليوم الذي حددته كندا ليكون عطلة رسمية وأطلقت عليه (يوم فيكتوريا)، كما أنه يُعد عطلة رسمية محلية في بعض المناطق في اسكتلندا وغالبا ما يكون يوم 24 مايو (ذكرى ميلاد الملكة) أو يوم الإثنين السابق لهذا التاريخ.

## الألقاب والأسلحة

### الألقاب
- 24 مايو 1819 – 20 يونيه 1837: صاحبة السمو الملكي الأميرة ألكساندريا فيكتوريا أميرة كينت.
- 20 يونيو 1837 -22 يناير 1901: سمو الملكة.
- 1 مايو 1876 – 22 يناير 1901: جلالة الملكة الإمبراطورة.

وبنهاية فترة حكمها كان لقب الملكة فيكتوريا، جلالة الملكة فيكتوريا، بفضل الإله، ملكة المملكة المتحدة لبريطانيا العظمى وإيرلندا، حامية الإيمان، وإمبراطورة الهند.

### الأسلحة
استخدمت فيكتوريا شعار المملكة المتحدة ولم تتسلم فيكتوريا أية أسلحة قبل توليها مقاليد الحُكم. لم تحمل أسلحتها الشعارات الهانوفرية التي استخدمها من سبقوها واتبعها في ذلك كل من خلفها لحكم المملكة بما فيهم الملكة الحالية.
أما خارج اسكتلندا، فإن الشعار المصنوع على شكل درع والمصنوع وفقا للمعايير الملكية، ففي جزء وربع الجزء منه يوجد غوليس وثلاثة أسود تمثل إنجلترا، وفي الربع الثاني يوجد أسد مرسوم على مساحة كبيرة على خلفية غوليس تمثل اسكتلندا، وفي الربع الثالث يوجد اللازورد، بقيثاره الوتري أو الفضي والذي يمثل إيرلندا. في اسكتلندا، يشغل الربع الأول والرابع أسد اسكتلندي والثاني تشغله أسود إنجليزية. وتختلف التصميمات والمصممين أيضا في داخل وخارج اسكتلندا.

الشعار الملكي خارج اسكتلندا

الشعار الملكي داخل اسكتلندا

## نسبها
قائمة الملوك البريطانيين
| الاسم                                                                | تاريخ الميلاد    | تاريخ الوفاة     | الأزواج والأبناء |
| -------------------------------------------------------------------- | ---------------- | ---------------- | --- |
| Victoria, Princess Royal, later German Empress and Queen of Prussia  | 21 November 1840 | 5 August 1901    | Married 1858, فريدرش الثالث (1831–1888); 4 sons, 4 daughters (including Wilhelm II, German Emperor and King of Prussia and Sophia, Queen of Greece) |
| إدوارد السابع ملك المملكة المتحدة                                    | 9 November 1841  | 6 May 1910       | Married 1863, Princess Alexandra of Denmark (1844–1925); 3 sons, 3 daughters (including جورج الخامس ملك المملكة المتحدة and Maud, Queen of Norway)  |
| Princess Alice, later Grand Duchess of Hesse                         | 25 April 1843    | 14 December 1878 | Married 1862, لويس الرابع دوق هسن and by Rhine (1837–1892); 2 sons, 5 daughters (including Alexandra, Empress of Russia)                            |
| Prince Alfred, Duke of Saxe-Coburg and Gotha later Duke of Edinburgh | 6 August 1844    | 31 July 1900     | Married 1874, الدوقة الكبرى ماريا ألكسندروفنا من روسيا (1853–1920); 2 sons (1 ولادة جنين ميت), 4 daughters (including Marie, Queen of Romania)      |

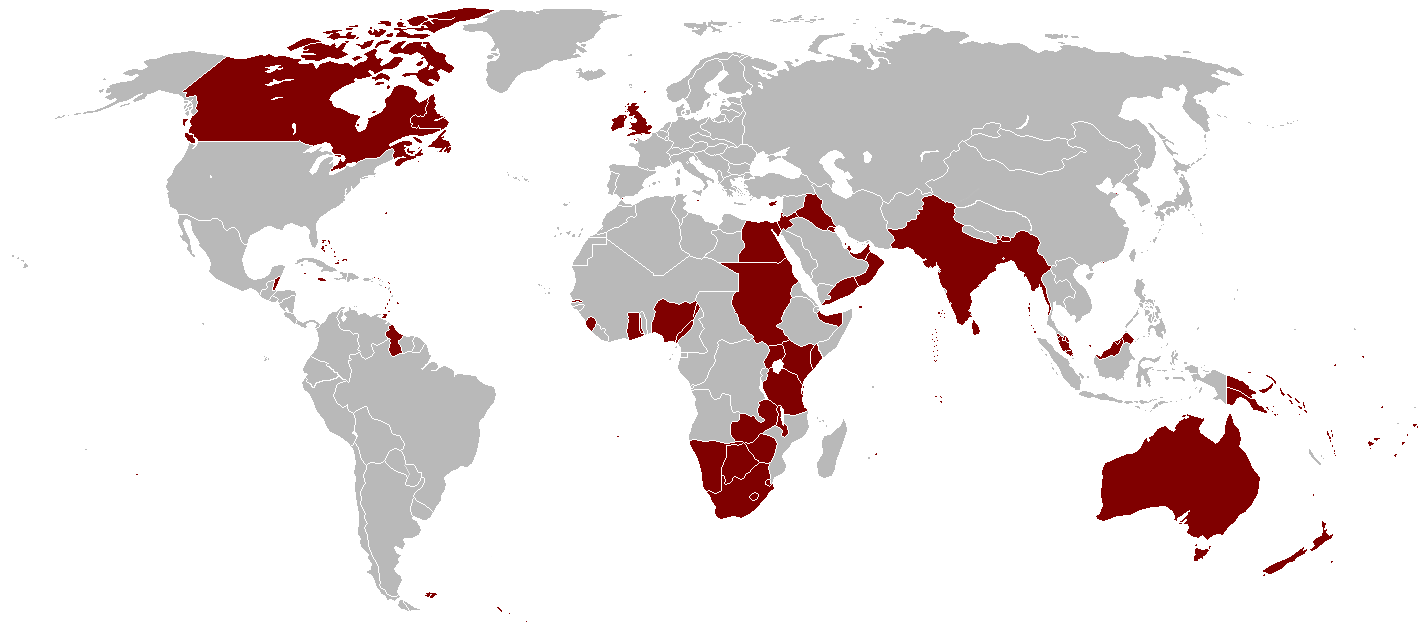
خريطة توضح إمبراطورية بريطانيا في عام 1921 تظهر باللون الزهري.

| Princess Helena                                                      | 25 May 1846      | 9 June 1923      | Married 1866, Christian of Sonderburg-Augustenburg ‏ (1831–1917); 4 sons (1 ولادة جنين ميت), 2 daughters                                             |
| Princess Louise later Duchess of Argyll                              | 18 March 1848    | 3 December 1939  | Married 1871, جون كامبل ‏ (1845–1914), Marquess of Lorne, later 9th Duke of Argyll؛ no issue                                                         |
| Prince Arthur later Duke of Connaught and Strathearn                 | 1 May 1850       | 16 January 1942  | Married 1879, Princess Louise Margaret of Prussia (1860–1917); 1 son, 2 daughters                                                                   |
| Prince Leopold later Duke of Albany                                  | 7 April 1853     | 28 March 1884    | Married 1882, Princess Helena of Waldeck and Pyrmont (1861–1922); 1 son, 1 daughter                                                                 |
| Princess Beatrice                                                    | 14 April 1857    | 26 October 1944  | Married 1885, أمير هنري من باتنبرغ (1858–1896); 3 sons, 1 daughter (including Victoria Eugenie, Queen of Spain)                                     |

| \| \| \| \| \| \| \| \| \| \| \| \| \| \| \| \| \| \| \| \| 8. فريدريك لويس أمير ويلز[222] \| \| \| \| \| \| \| \| \| \| \| \| \| \| \| \| \| \| \| \| \| \| \| \| \| \| \| \| \| \| \| \| \| \| \| \| \| \| \| \| \| \| \| \| \| \| \| \| \| \| \| \| \| \| 4. جورج الثالث ملك المملكة المتحدة وهانوفر \| \| \| \| \| \| \| \| \| \| \| \| \| \| \| \| \| \| \| \| \| \| \| \| \| \| \| \| \| \| \| \| \| \| \| \| \| \| \| \| \| \| \| \| \| \| \| \| \| \| \| \| \| \| 9. أوغستا من ساكس-غوتا-ألتينبورغ[222] \| \| \| \| \| \| \| \| \| \| \| \| \| \| \| \| \| \| \| \| \| \| \| \| \| \| \| \| \| \| \| \| \| \| \| \| \| \| \| \| \| \| \| \| \| \| \| \| \| \| \| \| \| \| 2. إدوارد دوق كينت وستراثرن \| \| \| \| \| \| \| \| \| \| \| \| \| \| \| \| \| \| \| \| \| \| \| \| \| \| \| \| \| \| \| \| \| \| \| \| \| \| \| \| \| \| \| \| \| \| \| \| \| \| \| \| \| \| 10. كارل لودفيغ فريدرخ من مكلنبورغ أمير ميرو[222] \| \| \| \| \| \| \| \| \| \| \| \| \| \| \| \| \| \| \| \| \| \| \| \| \| \| \| \| \| \| \| \| \| \| \| \| \| \| \| \| \| \| \| \| \| \| \| \| \| \| \| \| \| \| 5. شارلوت من مكلنبورغ-ستريليتس \| \| \| \| \| \| \| \| \| \| \| \| \| \| \| \| \| \| \| \| \| \| \| \| \| \| \| \| \| \| \| \| \| \| \| \| \| \| \| \| \| \| \| \| \| \| \| \| \| \| \| \| \| \| 11. إليزابيث ألبرتينه من ساكس-هيلدبورغهاوزن[222] \| \| \| \| \| \| \| \| \| \| \| \| \| \| \| \| \| \| \| \| \| \| \| \| \| \| \| \| \| \| \| \| \| \| \| \| \| \| \| \| \| \| \| \| \| \| \| \| \| \| \| \| \| \| 1. الملكة فيكتوريا من المملكة المتحدة \| \| \| \| \| \| \| \| \| \| \| \| \| \| \| \| \| \| \| \| \| \| \| \| \| \| \| \| \| \| \| \| \| \| \| \| \| \| \| \| \| \| \| \| \| \| \| \| \| \| \| \| \| \| 12. إرنست فريدرخ دوق ساكس-كوبرغ-زالفلد[222] \| \| \| \| \| \| \| \| \| \| \| \| \| \| \| \| \| \| \| \| \| \| \| \| \| \| \| \| \| \| \| \| \| \| \| \| \| \| \| \| \| \| \| \| \| \| \| \| \| \| \| \| \| \| 6. فرانتس فريدرخ دوق ساكس-كوبرغ-زالفلد \| \| \| \| \| \| \| \| \| \| \| \| \| \| \| \| \| \| \| \| \| \| \| \| \| \| \| \| \| \| \| \| \| \| \| \| \| \| \| \| \| \| \| \| \| \| \| \| \| \| \| \| \| \| 13. صوفي من براونشفايغ-فولفنبوتل[222] \| \| \| \| \| \| \| \| \| \| \| \| \| \| \| \| \| \| \| \| \| \| \| \| \| \| \| \| \| \| \| \| \| \| \| \| \| \| \| \| \| \| \| \| \| \| \| \| \| \| \| \| \| \| 3. فيكتوريا من ساكس-كوبرغ-زالفلد \| \| \| \| \| \| \| \| \| \| \| \| \| \| \| \| \| \| \| \| \| \| \| \| \| \| \| \| \| \| \| \| \| \| \| \| \| \| \| \| \| \| \| \| \| \| \| \| \| \| \| \| \| \| 14. هاينرخ الرابع والعشرون كونت رويس-إبيرسدورف[222] \| \| \| \| \| \| \| \| \| \| \| \| \| \| \| \| \| \| \| \| \| \| \| \| \| \| \| \| \| \| \| \| \| \| \| \| \| \| \| \| \| \| \| \| \| \| \| \| \| \| \| \| \| \| 7. أوغسته كارولينه من رويس-إبرسدورف \| \| \| \| \| \| \| \| \| \| \| \| \| \| \| \| \| \| \| \| \| \| \| \| \| \| \| \| \| \| \| \| \| \| \| \| \| \| \| \| \| \| \| \| \| \| \| \| \| \| \| \| \| \| 15. كارولينه من إرباخ-شونبورغ[222] \| \| \| \| \| \| \| \| \| \| \| \| \| \| \| \| \| \| \| \| \| \| \| \| \| \| \| \| \| \| \| \| \| \| \| \| \| \| \| \| \| \| \| \| \| \| \| \| \| \| \| \| |                                                |  |  |  |  |  |  |  |  |  |  |  |  |  |  |  |
| |                                                |  |  |  |  |  |  |  |  |  |  |  |  |  |  |  |
| | 8. فريدريك لويس أمير ويلز                      |  |  |  |  |  |  |  |  |  |  |  |  |  |  |  |
| |                                                |  |  |  |  |  |  |  |  |  |  |  |  |  |  |  |
| |                                                |  |  |  |  |  |  |  |  |  |  |  |  |  |  |  |
| | 4. جورج الثالث ملك المملكة المتحدة وهانوفر     |  |  |  |  |  |  |  |  |  |  |  |  |  |  |  |
| |                                                |  |  |  |  |  |  |  |  |  |  |  |  |  |  |  |
| |                                                |  |  |  |  |  |  |  |  |  |  |  |  |  |  |  |
| | 9. أوغستا من ساكس-غوتا-ألتينبورغ               |  |  |  |  |  |  |  |  |  |  |  |  |  |  |  |
| |                                                |  |  |  |  |  |  |  |  |  |  |  |  |  |  |  |
| |                                                |  |  |  |  |  |  |  |  |  |  |  |  |  |  |  |
| | 2. إدوارد دوق كينت وستراثرن                    |  |  |  |  |  |  |  |  |  |  |  |  |  |  |  |
| |                                                |  |  |  |  |  |  |  |  |  |  |  |  |  |  |  |
| |                                                |  |  |  |  |  |  |  |  |  |  |  |  |  |  |  |
| | 10. كارل لودفيغ فريدرخ من مكلنبورغ أمير ميرو   |  |  |  |  |  |  |  |  |  |  |  |  |  |  |  |
| |                                                |  |  |  |  |  |  |  |  |  |  |  |  |  |  |  |
| |                                                |  |  |  |  |  |  |  |  |  |  |  |  |  |  |  |
| | 5. شارلوت من مكلنبورغ-ستريليتس                 |  |  |  |  |  |  |  |  |  |  |  |  |  |  |  |
| |                                                |  |  |  |  |  |  |  |  |  |  |  |  |  |  |  |
| |                                                |  |  |  |  |  |  |  |  |  |  |  |  |  |  |  |
| | 11. إليزابيث ألبرتينه من ساكس-هيلدبورغهاوزن    |  |  |  |  |  |  |  |  |  |  |  |  |  |  |  |
| |                                                |  |  |  |  |  |  |  |  |  |  |  |  |  |  |  |
| |                                                |  |  |  |  |  |  |  |  |  |  |  |  |  |  |  |
| | 1. الملكة فيكتوريا من المملكة المتحدة          |  |  |  |  |  |  |  |  |  |  |  |  |  |  |  |
| |                                                |  |  |  |  |  |  |  |  |  |  |  |  |  |  |  |
| |                                                |  |  |  |  |  |  |  |  |  |  |  |  |  |  |  |
| | 12. إرنست فريدرخ دوق ساكس-كوبرغ-زالفلد         |  |  |  |  |  |  |  |  |  |  |  |  |  |  |  |
| |                                                |  |  |  |  |  |  |  |  |  |  |  |  |  |  |  |
| |                                                |  |  |  |  |  |  |  |  |  |  |  |  |  |  |  |
| | 6. فرانتس فريدرخ دوق ساكس-كوبرغ-زالفلد         |  |  |  |  |  |  |  |  |  |  |  |  |  |  |  |
| |                                                |  |  |  |  |  |  |  |  |  |  |  |  |  |  |  |
| |                                                |  |  |  |  |  |  |  |  |  |  |  |  |  |  |  |
| | 13. صوفي من براونشفايغ-فولفنبوتل               |  |  |  |  |  |  |  |  |  |  |  |  |  |  |  |
| |                                                |  |  |  |  |  |  |  |  |  |  |  |  |  |  |  |
| |                                                |  |  |  |  |  |  |  |  |  |  |  |  |  |  |  |
| | 3. فيكتوريا من ساكس-كوبرغ-زالفلد               |  |  |  |  |  |  |  |  |  |  |  |  |  |  |  |
| |                                                |  |  |  |  |  |  |  |  |  |  |  |  |  |  |  |
| |                                                |  |  |  |  |  |  |  |  |  |  |  |  |  |  |  |
| | 14. هاينرخ الرابع والعشرون كونت رويس-إبيرسدورف |  |  |  |  |  |  |  |  |  |  |  |  |  |  |  |
| |                                                |  |  |  |  |  |  |  |  |  |  |  |  |  |  |  |
| |                                                |  |  |  |  |  |  |  |  |  |  |  |  |  |  |  |
| | 7. أوغسته كارولينه من رويس-إبرسدورف            |  |  |  |  |  |  |  |  |  |  |  |  |  |  |  |
| |                                                |  |  |  |  |  |  |  |  |  |  |  |  |  |  |  |
| |                                                |  |  |  |  |  |  |  |  |  |  |  |  |  |  |  |
| | 15. كارولينه من إرباخ-شونبورغ                  |  |  |  |  |  |  |  |  |  |  |  |  |  |  |  |
| |                                                |  |  |  |  |  |  |  |  |  |  |  |  |  |  |  |
| |                                                |  |  |  |  |  |  |  |  |  |  |  |  |  |  |  |

## وصلات خارجية
- فيكتوريا ملكة المملكة المتحدة على موقع IMDb (الإنجليزية)
- فيكتوريا ملكة المملكة المتحدة على موقع الموسوعة البريطانية (الإنجليزية)
- فيكتوريا ملكة المملكة المتحدة على موقع ميوزك برينز (الإنجليزية)
- فيكتوريا ملكة المملكة المتحدة على موقع ميوزك برينز (الإنجليزية)
- فيكتوريا ملكة المملكة المتحدة على موقع إن إن دي بي (الإنجليزية)
- فيكتوريا ملكة المملكة المتحدة على موقع قاعدة بيانات الفيلم (الإنجليزية)
- "Victoria,+Queen+of+Great+Britain,+1819-1901" وثائق خاصة بالملكة فيكتوريا.
- مذكرات الملكة فيكتوريا نسخة محفوظة 7 ديسمبر 2014 على موقع واي باك مشين..
- «النعيم الاسري» في حياة الملكة فيكتوريا.

| فيكتوريا ملكة المملكة المتحدة بيت هانوفرفرع من أسرة فلفولد: 24 مايو 1819 توفي: 22 يناير 1901 |                                                    |                    |
| منصب                                                                                         |                                                    |                    |
| سبقه ويليام الرابع                                                                           | ملكة المملكة المتحدة 20 يونيو 1837 – 22 يناير 1901 | تبعه إدوارد السابع |
| شاغرآخر من حمل اللقب محمد بهادر شاه كإمبراطور المغول                                         | إمبراطور الهند 1 مايو 1876 – 22 يناير 1901         | تبعه إدوارد السابع |